# Liste der Biografien/Stro
Liste der Biografien |
Portal Biografien |
Personensuche
# |
A |
B |
C |
D |
E |
F |
G |
H |
I |
J |
K |
L |
M |
N |
O |
P |
Q |
R |
S |
T |
U |
V |
W |
X |
Y |
Z |
?
 
Sa |
Sb |
Sc |
Sd |
Se |
Sf |
Sg |
Sh |
Si |
Sj |
Sk |
Sl |
Sm |
Sn |
So |
Sp |
Sq |
Sr |
Ss |
St |
Su |
Sv |
Sw |
Sy |
Sz
 
Sta |
Ste |
Sth |
Sti |
Stj |
Stl |
Sto |
Str |
Sts |
Stt |
Stu |
Stv |
Stw |
Sty
 
Stra |
Strb |
Stre |
Strg |
Stri |
Strl |
Strm |
Strn |
Stro |
Strp |
Stru |
Stry |
Strz
Die Liste der Biografien führt alle Personen auf, die in der deutschsprachigen Wikipedia einen Artikel haben. Dieses ist eine Teilliste mit 814 Einträgen von Personen, deren Namen mit den Buchstaben „Stro“ beginnt.

## Stro

### Strob
- Stroba, Jerzy (1919–1999), polnischer römisch-katholischer Geistlicher und Erzbischof von Posen
- Strobach von Kleisberg, Joseph (1803–1890), Polizeidirektor von Wien (1860–1870)
- Strobach, Hermann (1925–2018), deutscher Germanist und Volkskundler
- Strobach, Josef (1852–1905), österreichischer Politiker (CS), Landtagsabgeordneter, Wiener Bürgermeister
- Strobach, Karl junior (1870–1929), deutsch-mährischer Papieringenieur und Generaldirektor der Papier-Industrie-AG Olleschau, Prag, Tschechoslowakei
- Strobach, Karl senior († 1905), deutsch-mährischer Ingenieur
- Strobach, Klaus (1920–2004), deutscher Geophysiker
- Strobach, Niko (* 1969), deutscher Philosoph
- Strobach, Ottilie (1851–1931), deutschmährische Opernsängerin
- Strobach, Paul von (1776–1854), Bautechniker und Beamter
- Strobachová, Zdena (1932–2005), tschechische Graphikerin, Malerin, Designerin, Glas- und Textilkünstlerin
- Stroband, Heinrich (1548–1609), deutscher Jurist und Bürgermeister sowie Burggraf von Thorn
- Strobandt, Philipp (1804–1892), deutscher Jurist und Politiker
- Strobel y Serra, Jakob (* 1966), deutscher Journalist, Autor und Redakteur
- Strobel, Adam Walther (1792–1850), deutscher Gymnasiallehrer, Historiker des Elsass und evangelischer Geistlicher
- Strobel, Al (1939–2022), US-amerikanischer Schauspieler
- Ströbel, Andreas (1812–1882), Landtagsabgeordneter Großherzogtum Hessen
- Strobel, Andreas (* 1972), deutscher Skibergsteiger und Radsportler
- Strobel, Anja (* 1974), deutsche Psychologin und Hochschullehrerin
- Strobel, Arno (* 1962), deutscher SchriftstellerArno Strobel (* 1962)

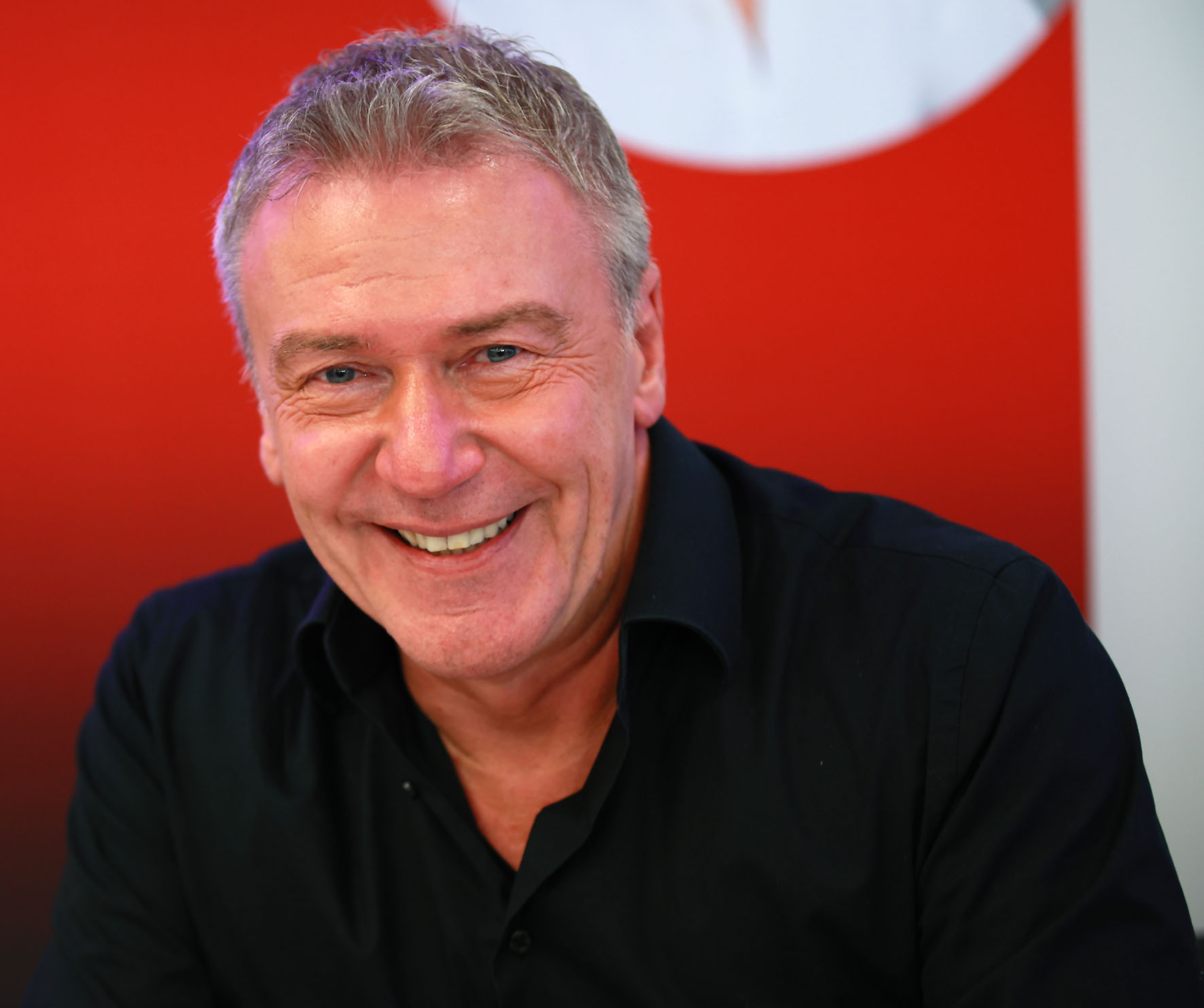
Arno Strobel (* 1962)

- Strobel, Aron (* 1958), deutscher Gitarrist, Songwriter und Musikproduzent
- Strobel, August (1930–2006), deutscher Historiker und Hochschullehrer
- Strobel, Bartholomäus, schlesischer Maler in Breslau, Prag und Polen-Litauen
- Strobel, Benedikt (* 1979), deutscher Philosoph und Hochschullehrer
- Strobel, Bernhard (* 1982), österreichischer Schriftsteller und Übersetzer
- Strobel, Carina (* 1997), deutsche Eishockeyspielerin
- Strobel, Carl (1895–1945), deutscher Politiker (NSDAP), MdR
- Strobel, Christa (1924–2018), deutsche Schauspielerin
- Ströbel, Dieter (1923–2009), deutscher Architekt
- Ströbel, Eduard (1860–1919), deutscher Klassischer Philologe und Gymnasiallehrer
- Strobel, Elfriede (* 1948), österreichische Politikerin (SPÖ), Landtagsabgeordnete in Wien
- Strobel, Eric (* 1958), US-amerikanischer Eishockeyspieler
- Strobel, Erich (1914–1943), deutscher Widerstandskämpfer
- Strobel, Ferdinand (1908–1999), Schweizer Jesuit und Kirchenhistoriker
- Strobel, Frank (* 1966), deutscher Dirigent
- Strobel, Friedrich (1822–1875), deutscher Jurist und Politiker
- Strobel, Friedrich Wilhelm (1817–1905), deutscher Unternehmer
- Strobel, Fritz (1888–1972), deutscher Politiker (CSU), MdL Bayern und Bürgermeister
- Strobel, Gary A. (* 1938), US-amerikanischer Mikrobiologe und Mykologe
- Strobel, Genaro (* 1984), deutscher Künstler
- Strobel, Georg (1735–1792), deutscher Maler, Zeichner, Grafiker und Zeichenlehrer, der hauptsächlich in Schwäbisch Gmünd wirkte
- Strobel, Georg (* 1909), deutscher Turner
- Strobel, Georg Theodor (1736–1794), deutscher lutherischer Theologe und Kirchenhistoriker
- Strobel, Georg Waldemar (1923–2010), deutscher Politikwissenschaftler
- Strobel, Hans (1881–1953), deutscher Architekt und Stadtplaner
- Strobel, Hans (1911–1944), deutscher Volkskundler
- Strobel, Hartwig (* 1937), deutscher Kameramann und Drehbuchautor
- Ströbel, Heinrich (1869–1944), deutscher Publizist und Politiker (SPD, USPD, SADP), MdR
- Strobel, Heinrich (1898–1970), deutscher Musikkritiker und -redakteur
- Strobel, Hellmuth (1905–1978), deutscher Marineoffizier
- Ströbel, Herbert (* 1945), deutscher Agrarökonom und Hochschullehrer
- Ströbel, Hermann (1941–2008), deutscher Politiker, Staatssekretär in Thüringen
- Strobel, Horst (1936–2023), deutscher Ingenieur und Hochschullehrer
- Strobel, Jochen (* 1966), deutscher Literaturwissenschaftler
- Strobel, Julius (1814–1884), deutscher Orgelbauer
- Ströbel, Jürgen (* 1947), deutscher Politiker (CSU), MdL
- Strobel, Kai (* 1992), deutscher Schlagzeuger, Perkussionist und Komponist
- Strobel, Karl (* 1954), deutscher Althistoriker
- Strobel, Karl Friedrich (1836–1897), württembergischer Oberamtmann
- Strobel, Käte (1907–1996), deutsche Politikerin (SPD), MdB, MdEPKäte Strobel (1907–1996)

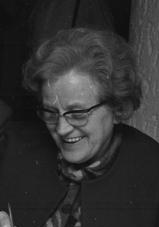
Käte Strobel (1907–1996)

- Strobel, Katja (* 1974), deutsche Schauspielerin und Synchronsprecherin
- Strobel, Lee (* 1952), US-amerikanischer Journalist, Bestsellerautor und evangelikaler Pastor
- Strobel, Ludwig, deutscher Maler und Fotograf
- Strobel, Martin (* 1986), deutscher Handballspieler
- Strobel, Max, deutscher Polizist im Zweiten Weltkrieg
- Ströbel, Nele (* 1957), deutsche Bildhauerin
- Strobel, Otto (1872–1940), deutscher Politiker (DVP), Oberbürgermeister in Pirmasens
- Strobel, Otto (1895–1953), deutscher Archivar und Musikwissenschaftler
- Strobel, Peter (* 1970), deutscher Politiker (CDU), MdL, Minister
- Strobel, Philipp Joseph (1705–1769), deutscher Mediziner und Hochschullehrer
- Strobel, Ricarda (* 1954), deutsche Medienwissenschaftlerin
- Strobel, Robert (1898–1994), deutscher Journalist
- Strobel, Rudi (1928–2016), deutscher Geheimdienstler, Leiter der Abteilung M des Ministeriums für Staatssicherheit
- Ströbel, Rudolf (1910–1972), deutscher Museumsleiter, Archäologe und Heimatpfleger
- Ströbel, Sebastian (* 1977), deutscher SchauspielerSebastian Ströbel (* 1977)

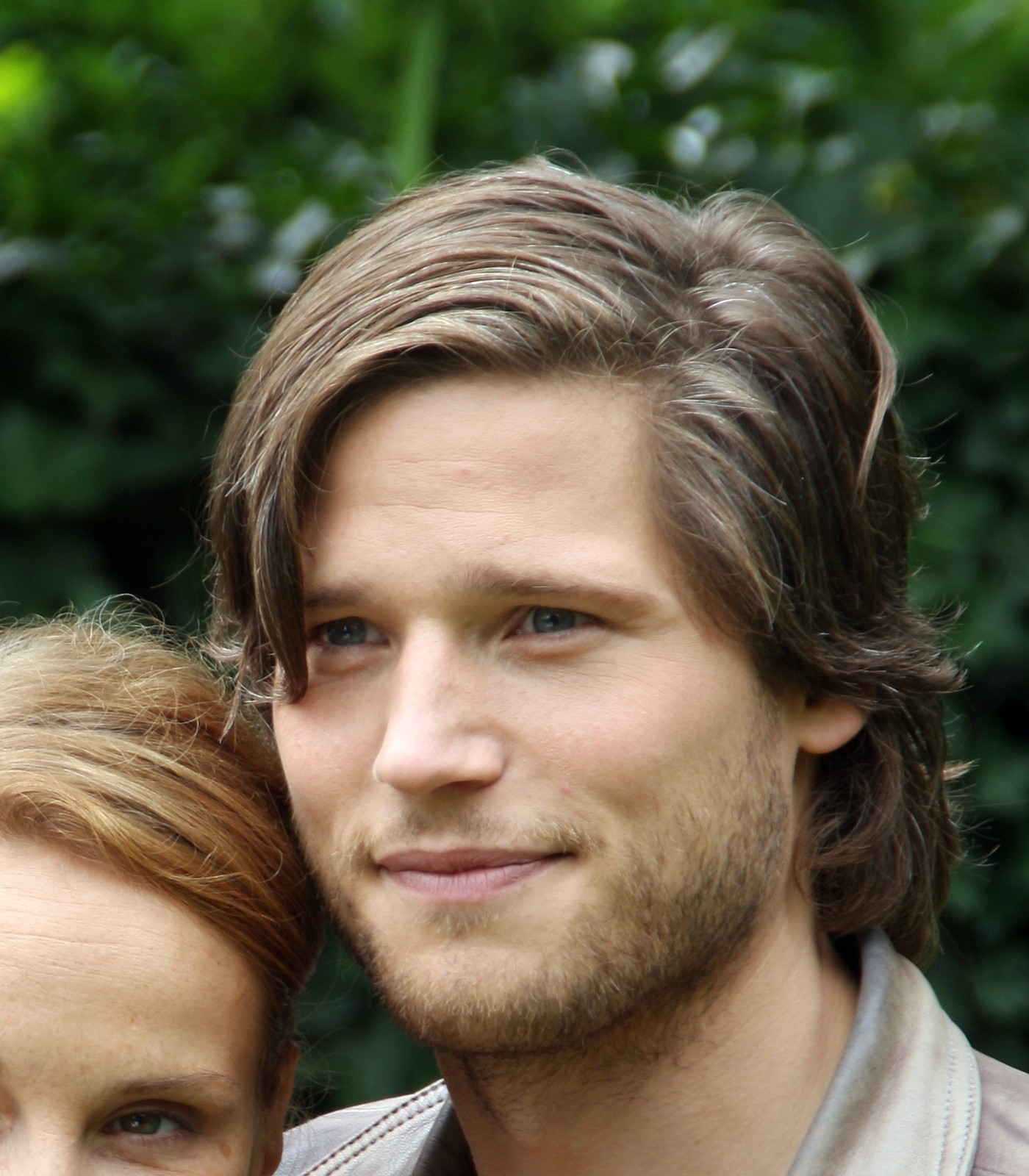
Sebastian Ströbel (* 1977)

- Strobel, Simone (1979–2005), deutsche Kindergartenerzieherin, Tötungsopfer
- Strobel, Stefanie (* 1970), deutsche Ordensgeistliche
- Ströbel, Wilhelm (1870–1952), deutscher Politiker und Hochschullehrer
- Strobel, Wilhelm (1931–2010), deutscher Ökonom und emeritierter Hochschullehrer (Universität Hamburg)
- Strobel, Wolf (1915–1978), deutscher Maler und Grafiker
- Strobel, Wolfgang (1896–1945), deutscher Fußballspieler
- Strobel, Wolfgang (* 1983), deutscher Handballspieler
- Strobele, Alexander (* 1953), österreichischer Schauspieler
- Ströbele, Astrid (* 1950), deutsche Kommunalpolitikerin für die SPD und ehemalige langjährige Bürgermeisterin der Stadt Aachen
- Ströbele, Didacus (1686–1748), Abt der Reichsabtei Bad Schussenried
- Ströbele, Franz (1879–1952), deutscher Landwirt, Präsident des Bauernverbandes Württemberg-Baden
- Ströbele, Hans-Christian (1939–2022), deutscher Rechtsanwalt und Politiker (Bündnis 90/Die Grünen), MdBHans-Christian Ströbele (1939–2022)

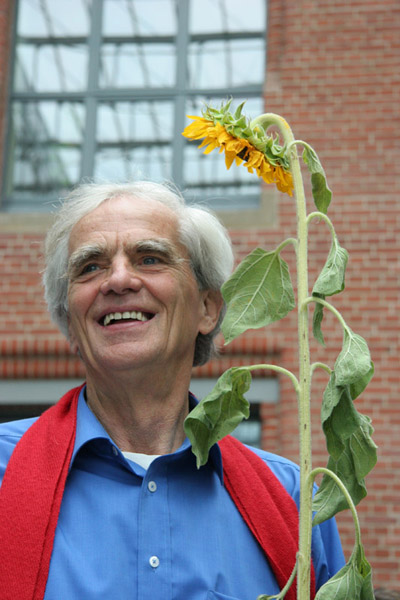
Hans-Christian Ströbele (1939–2022)

- Strobele, Heinrich (1915–1993), österreichischer Schauspieler
- Ströbele, Klaus (1903–1988), österreichischer Architekt
- Ströbele, Paul (* 1944), deutscher Jurist
- Ströbele, Roland (1943–2021), deutscher Politiker (CDU), MdL
- Ströbele, Selina (* 1987), deutsche Schauspielerin
- Ströbele, Uwe (* 1973), deutscher Basketballspieler
- Strobell, Ella Church (1862–1920), US-amerikanische Zytologin und Zoologin
- Strobelt, Rainer (* 1947), deutscher Schriftsteller und Lyriker
- Strobelt, Walter (* 1962), deutscher Eishockeytorwart
- Strobentz, Fritz (1856–1929), ungarischer Maler
- Štrobinders, Rolands (* 1992), lettischer Leichtathlet
- Ströbinger, Rudolf (1931–2005), tschechisch-deutscher Journalist, Publizist und Autor
- Strobino, Ernest (1904–1994), Schweizer Radsportler
- Strobino, Gaston (1891–1969), US-amerikanischer Langstreckenläufer
- Strobino, Pietro (1856–1896), italienischer römisch-katholischer Geistlicher und Bischof
- Ströbitzer, Hans (1930–2017), österreichischer Journalist und Publizist
- Ströbitzer, Stefan (* 1966), österreichischer Radio- und Fernsehjournalist
- Strobl, Alajos (1856–1926), ungarischer Bildhauer
- Strobl, Alice (1919–2010), österreichische Kunsthistorikerin
- Strobl, Amadeus (* 1994), deutscher Synchronsprecher
- Strobl, Andreas (1642–1706), deutscher römisch-katholischer Pfarrer und Autor von Erbauungsliteratur
- Strobl, Andreas (* 1965), deutscher Kunsthistoriker
- Strobl, Andreas (* 1965), österreichischer Beamter und Bezirkshauptmann im Bezirk Korneuburg
- Strobl, Auguste (1807–1871), bayerische Schönheit, die König Ludwig I. mit schwärmerischen Gedichten bedachte
- Strobl, Augustin († 1592), römisch-katholischer Geistlicher
- Strobl, Bruno (* 1949), österreichischer Komponist und Dirigent
- Strobl, Carolin (* 1978), deutsche Psychologin und Hochschullehrerin
- Strobl, Christine (* 1961), deutsche Politikerin (SPD) und seit 2006 Bürgermeisterin der Stadt München
- Strobl, Christine (* 1971), deutsche Medienmanagerin; Tochter von Wolfgang SchäubleChristine Strobl (* 1971)

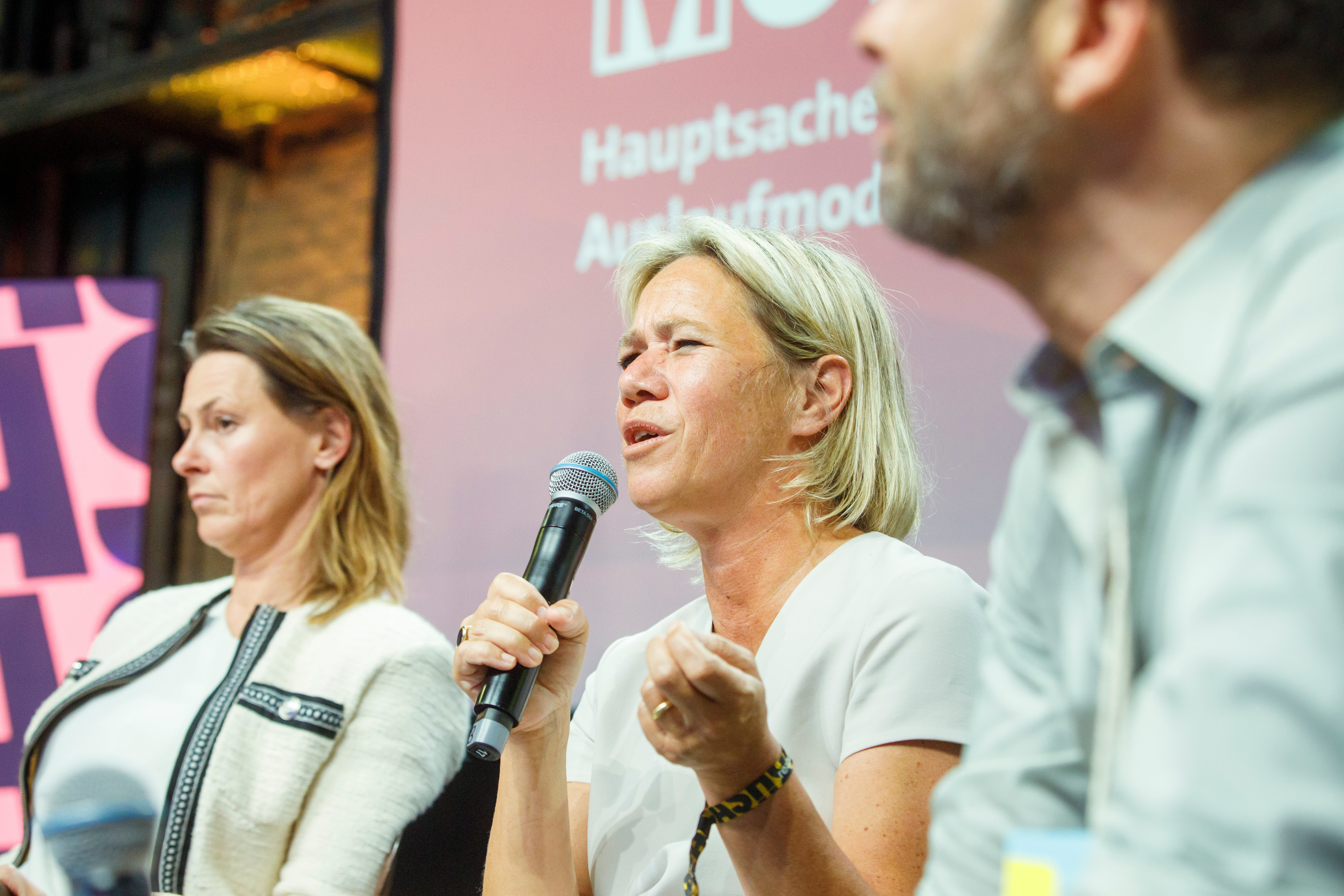
Christine Strobl (* 1971)

- Strobl, Claudia (* 1965), österreichische Skirennläuferin
- Strobl, Erika (* 1961), österreichische Gitarristin
- Strobl, Franz (1893–1970), österreichischer Politiker (SdP), Mitglied des Bundesrates
- Strobl, Franz (1897–1980), österreichischer Politiker (ÖVP), Abgeordneter zum Nationalrat
- Strobl, Friedrich (* 1957), österreichischer Politiker (SPÖ), Landtagsabgeordneter und Gemeinderat
- Strobl, Fritz († 1960), österreichischer Schauspieler und Zauberkünstler
- Strobl, Fritz (* 1972), österreichischer SkirennläuferFritz Strobl (* 1972)

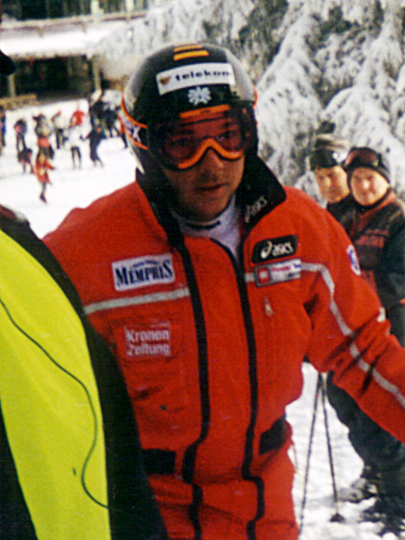
Fritz Strobl (* 1972)

- Strobl, Gabriel (1846–1925), österreichischer Benediktiner und Entomologe
- Strobl, Georg (1644–1717), Zisterzienserpater
- Strobl, Georg (1910–1991), deutscher Eishockeyspieler
- Strobl, Gert (* 1941), deutscher Physiker und Hochschullehrer
- Strobl, Gottlieb (1916–2004), deutscher Manager und Vorstandsmitglied der Audi AG
- Strobl, Guido (1910–1945), deutscher Jurist und Bezirkshauptmann
- Strobl, Hans (1879–1961), deutscher Architekt und badischer Baubeamter
- Strobl, Hans (* 1956), deutscher Jurist, Generalstaatsanwalt des Freistaates Sachsen
- Strobl, Heinz (1920–1993), deutscher Kommunalbeamter
- Strobl, Helmut (1943–2019), österreichischer Kulturpolitiker
- Strobl, Helmut (* 1960), österreichischer Jazzmusiker, Arrangeur und Kapellmeister
- Strobl, Herwig (1940–2019), österreichischer Autor und Musiker
- Strobl, Ingeborg (1949–2017), österreichische Künstlerin
- Strobl, Ingrid (1952–2024), österreichische Journalistin, Autorin, Dokumentarfilmerin
- Strobl, Jakob (* 1939), deutscher Politiker (CSU), Landrat des Landkreises Traunstein
- Strobl, Jochen (* 1979), italienischer Nordischer Kombinierer
- Strobl, Johann Baptist (1746–1805), bayerischer Publizist und Verleger
- Strobl, Josef (1887–1965), deutscher Kommunalpolitiker (SPD)
- Strobl, Josef (* 1958), österreichischer Geograph
- Strobl, Josef (* 1974), österreichischer Skirennläufer
- Strobl, Joseph (1843–1924), österreichischer Germanist und Bibliothekar
- Strobl, Julius (1868–1932), österreichischer Schauspieler
- Strobl, Karl (1908–1984), österreichischer Priester und Begründer der Hochschulseelsorge
- Strobl, Karl Hans (1877–1946), österreichischer SchriftstellerKarl Hans Strobl (1877–1946)

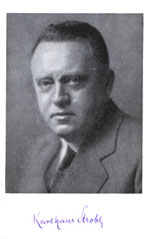
Karl Hans Strobl (1877–1946)

- Strobl, Leopold (* 1960), österreichischer Künstler
- Strobl, Ludwig (1900–1974), österreichischer Beamter, Politiker und Bundesminister
- Strobl, Marianne (1865–1917), österreichische Fotografin
- Strobl, Natascha (* 1985), österreichische Politikwissenschaftlerin und Skandinavistin
- Strobl, Otto (1927–2019), österreichischer Musiker
- Strobl, Peter (* 1977), US-amerikanisch-österreichischer Basketballspieler
- Strobl, Petr (1941–2020), tschechoslowakischer Tennisspieler und -trainer
- Strobl, Pius (* 1956), österreichischer Unternehmer und Politiker (Die Grünen)
- Strobl, Reinhold (* 1950), deutscher Politiker (SPD), MdB, MdL
- Strobl, Richard (1874–1923), österreichischer Jurist und Politiker
- Strobl, Robert (1933–2009), österreichischer Beamter und Politiker (SPÖ), Abgeordneter zum Nationalrat
- Strobl, Robert (* 1985), österreichischer Fußballspieler
- Strobl, Roman (* 1951), österreichischer Bildhauer
- Strobl, Rudolf (1927–1997), österreichischer Schauspieler
- Strobl, Theodor (1941–2023), deutscher Bauingenieur, Beamter und Hochschullehrer
- Strobl, Thomas (* 1960), deutscher Politiker (CDU), MdBThomas Strobl (* 1960)

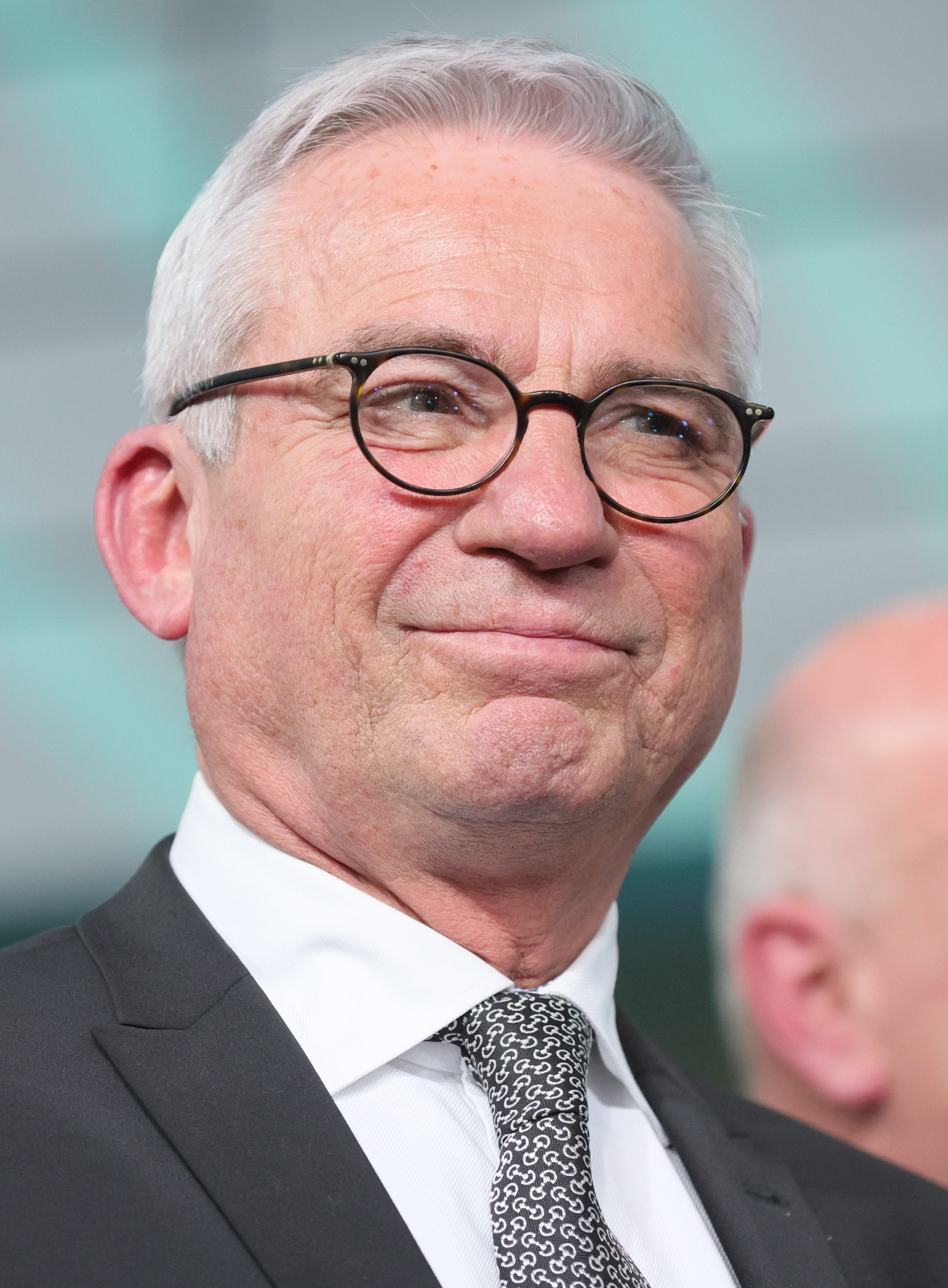
Thomas Strobl (* 1960)

- Strobl, Tobias (* 1987), deutscher Fußballspieler und -trainer
- Strobl, Tobias (* 1990), deutscher Fußballspieler
- Strobl, Toni (1925–2006), österreichischer Kabarettist
- Strobl, Tony (1915–1991), US-amerikanischer Cartoonist und Texter
- Strobl, Walter (* 1968), österreichischer Maler
- Strobl, Willi (1914–1997), sudetendeutscher Fußballspieler
- Strobl, Wolfgang (1920–1993), deutscher Universitätsprofessor
- Stroboer, Gijze (* 1954), niederländischer Wasserballspieler
- Strobos, Evert (* 1943), niederländischer Bildhauer
- Strobos, Tina (1920–2012), niederländische Medizinerin, Psychiaterin und Widerstandskämpferin
- Strobridge, James Harvey (1827–1921), US-amerikanischer Eisenbahnbauleiter
- Strøbye, Axel (1928–2005), dänischer Schauspieler

### Stroc
- Strocchi, Filippo (* 1982), italienischer Schauspieler, Sänger, Musiker und Musicaldarsteller
- Ströck, Albert (1902–1971), rumänisch-ungarischer Fußballspieler
- Strock, Carl A. (* 1948), US-amerikanischer Offizier, Generalleutnant der US-Army
- Ströck, Johann (1922–2000), österreichischer Bäcker
- Strock, Oscar (1893–1975), lettischer Kapellmeister, Komponist, Arrangeur und Pianist
- Strocka, Volker Michael (1940–2024), deutscher Klassischer Archäologe

### Strod
- Strode, Blake (* 1987), US-amerikanischer Tennisspieler
- Strode, Charles (* 1957), US-amerikanischer Tennisspieler
- Strode, Courtney (* 1998), US-amerikanische Fußballspielerin
- Strode, Haley, US-amerikanische Schauspielerin
- Strode, Jesse Burr (1845–1924), US-amerikanischer Politiker
- Strode, Woody (1914–1994), US-amerikanischer Zehnkämpfer und Schauspieler
- Strödel, Bernhard (1828–1889), sächsischer Jurist und Politiker
- Strodel, Birgit (* 1973), deutsche Chemikerin und Hochschullehrerin
- Strodel, Manuel (* 1992), deutscher Eishockeyspieler
- Strodel, Nicolas (* 1998), deutscher Eishockeyspieler
- Ströder, Josef (1912–1993), deutscher Kinderarzt und Hochschullehrer
- Strodl, Andreas (* 1987), deutscher Skirennläufer
- Strodl, Peter (* 1982), deutscher Skirennläufer
- Strödter, Dieter (* 1941), deutscher Politiker (SPD), MdL
- Strödter, Jürgen (* 1948), deutscher Fußballtrainer
- Strödter, Wolfgang (1948–2021), deutscher Hockeyspieler
- Strodthoff, Emil (1900–1980), deutscher Politiker (FDP), MdL
- Strodthoff, Jochen (* 1967), deutscher Drehbuchautor, Dramaturg, Film- und Theaterschauspieler, Regisseur
- Strodtmann, Adolf (1829–1879), Schriftsteller und Übersetzer
- Strodtmann, Adolph Heinrich (1753–1839), deutscher Theologe und Pädagoge
- Strodtmann, Johann Christoph (1717–1756), Gymnasialdirektor, Mundartforscher und biografischer Enzyklopädist
- Strodtmann, Johann Sigismund (1797–1888), deutscher Theologe und Philologe

### Stroe
- Stroe, Aurel (1932–2008), rumänischer Komponist und Musikpädagoge
- Stroe, Constantin (1955–2015), rumänischer Fußballspieler
- Stroe, Corneliu (1949–2017), rumänischer Jazz-Schlagzeuger und Perkussionist
- Stroebe, Wolfgang (* 1941), deutscher Sozialpsychologe und Hochschullehrer
- Stroebel, Johannes Anthonie Balthasar (1821–1905), niederländischer Genremaler, Aquarellist, Radierer und Lithograf
- Stroech, Jürgen (1930–2023), deutscher Bibliothekar
- Stroedter, Jörg (* 1954), deutscher Politiker (SPD), MdAJörg Stroedter (* 1954)

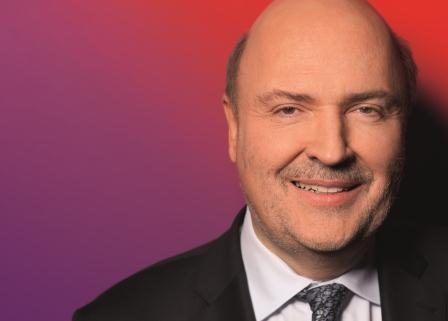
Jörg Stroedter (* 1954)

- Stroefer, Theodor (1843–1927), deutscher Verleger
- Stroeher, José Mário (* 1939), brasilianischer Geistlicher und emeritierter römisch-katholischer Bischof von Rio Grande
- Stroeks, Finn Christoph (* 1985), deutscher Drehbuchautor
- Stroele, Madeleine (1913–1989), Schweizer Aktivistin
- Stroelin, Friedrich von (1794–1882), württembergischer Oberamtmann
- Stroenco, Serghei (1967–2013), moldauischer Fußballspieler und -trainer
- Ströer, Alfred (1920–2011), österreichischer Gewerkschafter und Politiker (SPÖ), Abgeordneter zum Nationalrat
- Ströer, Ernst (* 1886), deutscher Lehrer und Herausgeber
- Ströer, Ernst (* 1963), deutscher Musiker, Arrangeur, Komponist und Musikproduzent
- Ströer, Hans (1919–1986), deutscher Musiker, Komponist und Pädagoge
- Ströer, Hans Peter (* 1956), deutscher Musiker und Komponist
- Ströer, Heinz (1919–1993), deutscher Verwaltungsjurist
- Ströer, Kurt (1921–2013), deutscher Diakon und Jugendwart der Evangelisch-Lutherischen Landeskirche Sachsens
- Stroescu, Silvia (* 1985), rumänische Kunstturnerin
- Stroessner, Alfredo (1912–2006), paraguayischer Militär und PolitikerAlfredo Stroessner (1912–2006)

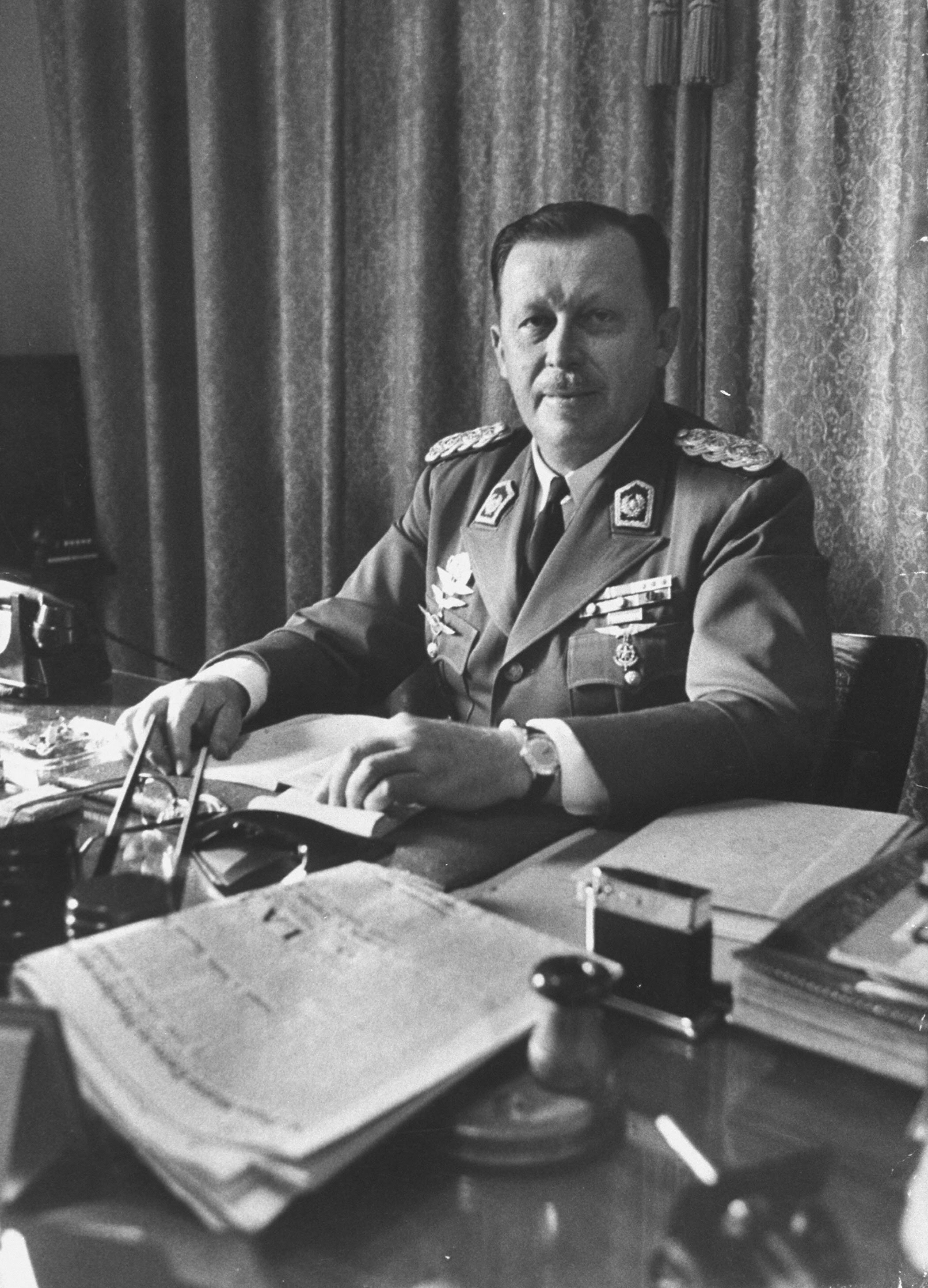
Alfredo Stroessner (1912–2006)

- Stroeter, Rodolfo (* 1958), brasilianischer Bassist und Komponist
- Stroetinga, Arjan (* 1981), niederländischer Eisschnellläufer
- Stroetinga, Wim (* 1985), niederländischer Radrennfahrer
- Stroetmann, Clemens (* 1946), deutscher Rechtsanwalt, Beamter, Staatssekretär (1987–1995)
- Stroetmann, Reinhard (1951–2023), deutscher Journalist, Publizist und Verleger
- Stroeykens, Mario (* 2004), belgischer Fußballspieler

### Strof
- Strofaldi, Filippo (1940–2013), italienischer Geistlicher und Bischof von Ischia

### Strog
- StroganoV, BeV (* 1963), deutscher Modedesigner, Polit-Tunte, Kabarett-Tunte und AIDS-AktivistBeV StroganoV (* 1963)

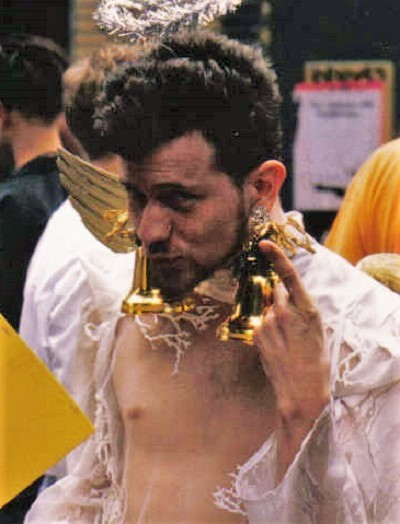
BeV StroganoV (* 1963)

- Stroganow, Alexander Sergejewitsch (1733–1811), russischer Großgrundbesitzer, Kunstsammler und Politiker
- Stroganow, Grigori Alexandrowitsch (1770–1857), russischer Diplomat
- Stroganow, Pawel Alexandrowitsch (1774–1817), russischer Generalleutnant
- Stroganow, Sergei Grigorjewitsch (1794–1882), russischer Offizier, Staatsbeamter, Archäologe, Kunstsammler und Mäzen
- Stroganowa, Jelisaweta Alexandrowna (1779–1818), russische Aristokratin
- Stroganowa, Sofja Wladimirowna (1775–1845), russische Hofdame, Unternehmerin und Mäzenin
- Strogatz, Steven (* 1959), US-amerikanischer Mathematiker, Physiker und Professor für Mechanik
- Stroger, Bob (* 1930), US-amerikanischer Bluesbassist, Sänger und Songwriter
- Strogies, Michael (* 1959), deutscher Maler und Trickfilmzeichner
- Strogies, Ralf (* 1966), deutscher Fußballspieler und Fußballtrainer
- Strogoff, Larissa (* 1974), deutsche Chanson- und Volksmusiksängerin

### Stroh
- Stroh, Armin (1912–2002), deutscher Archäologe
- Stroh, Bernhard (1822–1882), Gründer der Vorgängerfirma der Stroh Brewery Company
- Stroh, Bernhard Jr. (1854–1916), Präsident der Stroh Brewery Company
- Stroh, Dietlinde (* 1966), deutsche Fernsehproduzentin
- Stroh, Donald A. (1892–1953), US-amerikanischer Offizier, Generalmajor der US Army
- Ströh, Erich (1915–2015), deutscher Politiker (SPD), MdBB
- Stroh, Friedrich (1898–1969), deutscher Germanist
- Stroh, Fritz (1842–1920), deutscher Kaufmann, Unternehmer und Politiker
- Stroh, Heidi (* 1941), deutsche SchauspielerinHeidi Stroh (* 1941)

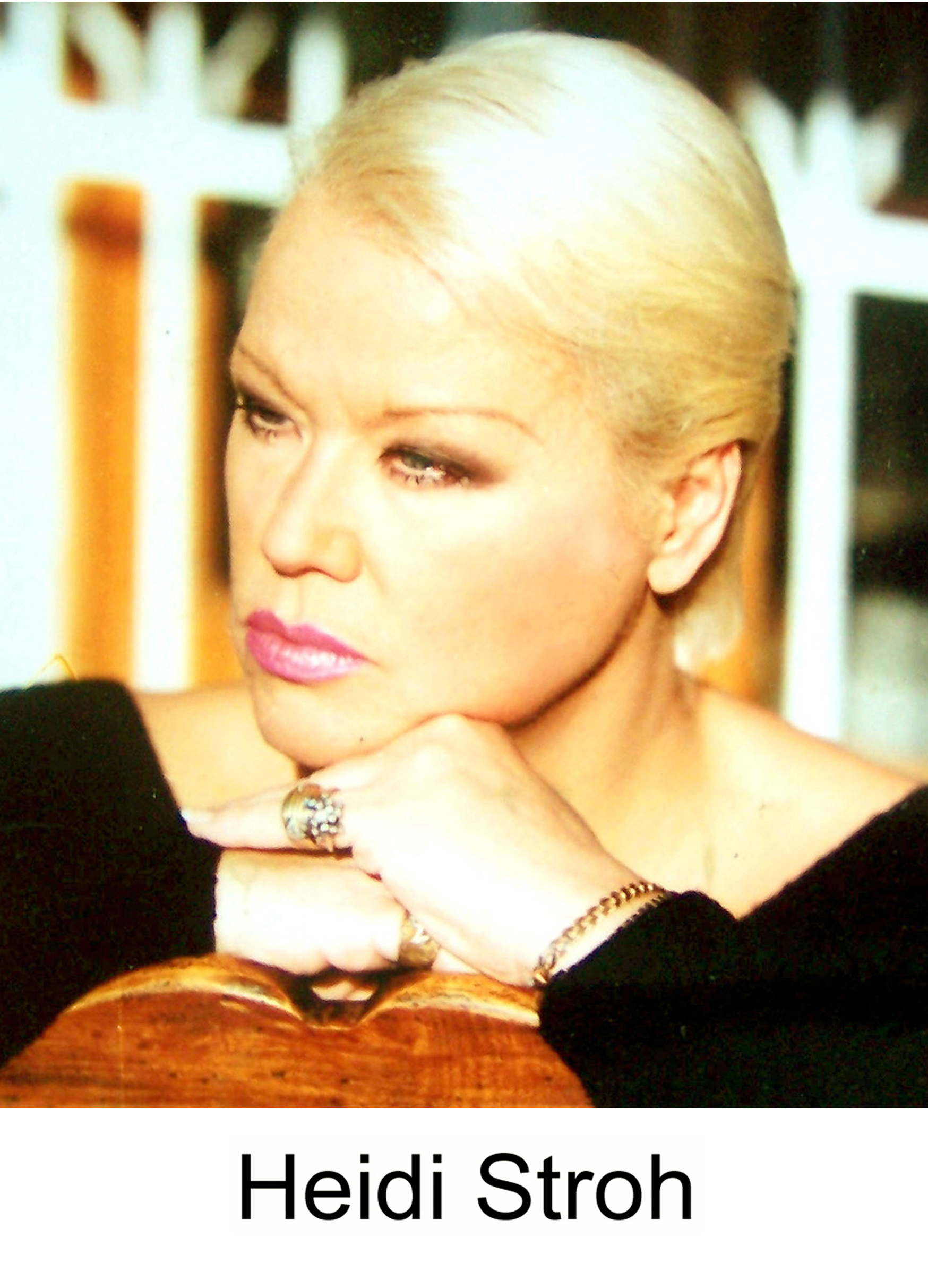
Heidi Stroh (* 1941)

- Stroh, Heinrich (1854–1944), deutscher Architekt
- Stroh, Heinz (1899–1952), deutscher Journalist und Schriftsteller
- Stroh, Heinz (1918–1973), deutscher Mediziner und ärztlicher Standespolitiker
- Stroh, Helga (* 1938), deutsche Florettfechterin
- Ströh, Isabel (* 1993), deutsche Reporterin und Investigativ-Journalistin
- Stroh, Josef (1913–1991), österreichischer Fußballspieler, Fußballtrainer
- Stroh, Kaycee (* 1984), US-amerikanische Schauspielerin, Sängerin und Tänzerin
- Stroh, Martin (1776–1853), deutscher Bürgermeister und Mitglied der kurhessischen Ständeversammlung
- Stroh, Martin (1809–1877), deutscher Bürgermeister und Mitglied der kurhessischen Ständeversammlung
- Stroh, Sebastian (1792–1852), österreichischer Unternehmer
- Stroh, Valérie (* 1958), französische Schauspielerin und Regisseurin
- Stroh, Wilfried (1939–2025), deutscher Klassischer Philologe
- Stroh, Wilhelm (1837–1905), deutscher Landwirt, Bürgermeister und Politiker, MdR
- Stroh, Wolfgang Martin (* 1941), deutscher Musikwissenschaftler
- Stroh-Engel, Dominik (* 1985), deutscher FußballspielerDominik Stroh-Engel (* 1985)

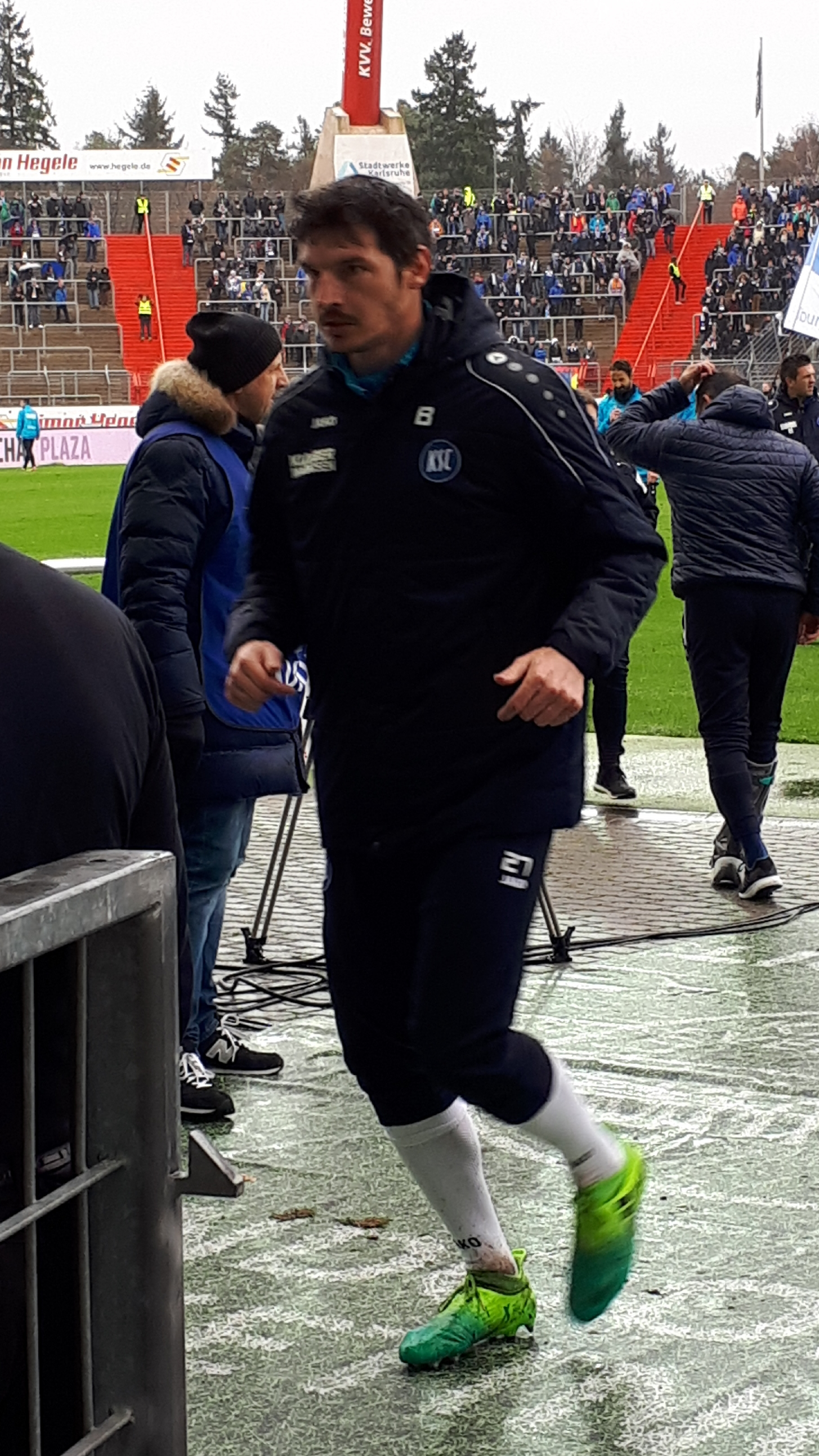
Dominik Stroh-Engel (* 1985)

- Ströh-Kiedrowski, Nicola (* 1980), deutsche Voltigiererin
- Strohal, Christian (* 1951), österreichischer Diplomat
- Strohal, Emil (1844–1914), österreichisch-deutscher Jurist
- Strohal, Richard (1888–1976), österreichischer Philosoph
- Strohbach, Horst (1886–1978), deutscher Heimatforscher
- Strohbach, Rainer (* 1958), deutscher Schwimmsportler
- Strohbach, Siegfried (1929–2019), deutscher Komponist und Dirigent
- Strohbach, Tom (* 1992), deutscher Volleyballspieler
- Strohband, Wolfgang (1938–2021), deutscher Radsportmanager
- Strohbusch, Erwin (1904–1980), deutscher Schiffbauingenieur und Professor für Schiffbau
- Strohbusch, Horst (1927–2025), deutscher Augenarzt und Kommunalpolitiker (Freie Wähler)
- Strohdiek, Christian (* 1988), deutscher Fußballspieler
- Strohe, Max (* 1982), deutscher Koch und Gastronom
- Strohecker, Georg Adam (1846–1899), deutscher Schauspieler
- Stroheim, Erich von (1885–1957), österreichisch-US-amerikanischer Regisseur und SchauspielerErich von Stroheim (1885–1957)

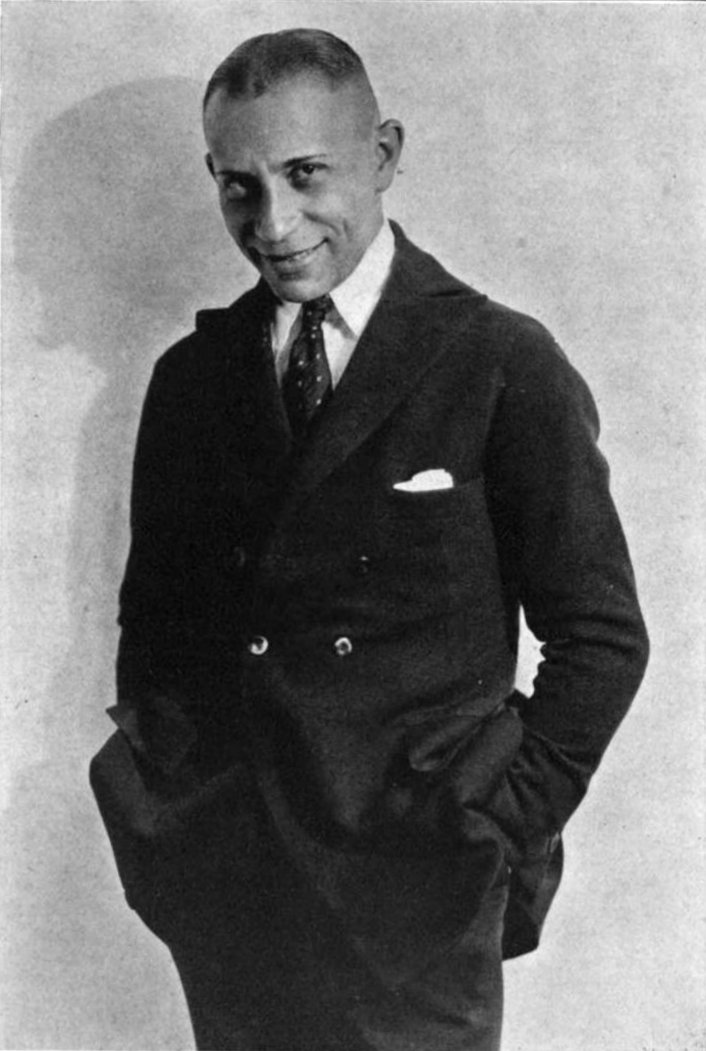
Erich von Stroheim (1885–1957)

- Stroheker, Karl Friedrich (1914–1988), deutscher Althistoriker
- Stroheker, Tina (* 1948), deutsche Lyrikerin und Schriftstellerin
- Ströher, Astrid (* 1971), deutsche Drehbuchautorin
- Ströher, Friedrich Karl (1876–1925), deutscher Maler, Grafiker und Bildhauer
- Ströher, Karl (1890–1977), deutscher Unternehmer, Kunstsammler und Kunstmäzen
- Ströher, Manfred (* 1937), deutscher Basketballfunktionär
- Ströher, Sylvia (* 1955), deutsche Unternehmerenkelin und Kunstsammlerin
- Strohhäcker, Martin (* 1959), deutscher Organist
- Strohhäcker, Ulrich (* 1947), deutscher Sprinter und Hürdenläufer
- Strohhäker, Raoul (* 1987), deutscher Schachspieler
- Strohl, Alfred Wilhelm (1847–1927), Elsässer Mäzen
- Ströhl, Alois von (1760–1836), bayerischer Generalleutnant, Ritter des Max-Joseph-Ordens
- Strohl, André (1887–1977), französischer Radiologe
- Strohl, Henri (1874–1959), französischer lutherischer Theologe
- Ströhl, Hugo Gerard (1851–1919), österreichischer Heraldiker
- Strohl, Jean (1886–1942), französisch-schweizerischer Zoologe, Wissenschaftshistoriker und Hochschullehrer
- Strohl, Micha (* 1996), Schweizer Unihockeyspieler
- Strohl, Rita (1865–1941), französische Pianistin und Komponistin
- Ströhl, Thomas (* 1988), deutscher Fußballspieler
- Ströhle, Karl-Heinz (1957–2016), österreichischer Künstler
- Ströhlein, Marco (* 1974), deutscher Fernsehmoderator
- Ströhlin, Gotthold Karl Georg von (1791–1858), württembergischer Oberamtmann
- Ströhling, Eduard (* 1766), deutscher Maler
- Ströhlinger, Rudolf (1865–1945), deutsch-österreichischer Gewerkschafter
- Strohm, Albert (1929–2016), deutscher Theologe und evangelischer Pfarrer
- Strohm, Anna Eva (1892–1976), deutsche Buchhalterin und Senatorin (Bayern)
- Ströhm, Carl Gustaf (1930–2004), konservativer deutscher Journalist
- Strohm, Christoph (* 1958), deutscher evangelischer Kirchenhistoriker
- Strohm, Daniela (* 1980), deutsche Basketballspielerin
- Strohm, Egon (1904–1983), deutscher Journalist, Schriftsteller und literarischer Übersetzer
- Strohm, Gustav (1882–1956), deutscher Ministerialbeamter
- Strohm, Gustav (1893–1957), deutscher Diplomat
- Strohm, Hans (1908–1998), deutscher Klassischer Philologe
- Strohm, Harald (* 1953), deutscher Religionswissenschaftler
- Strohm, Heinrich Karl (1895–1959), deutscher Theaterintendant
- Strohm, Holger (* 1942), deutscher SachbuchautorHolger Strohm (* 1942)

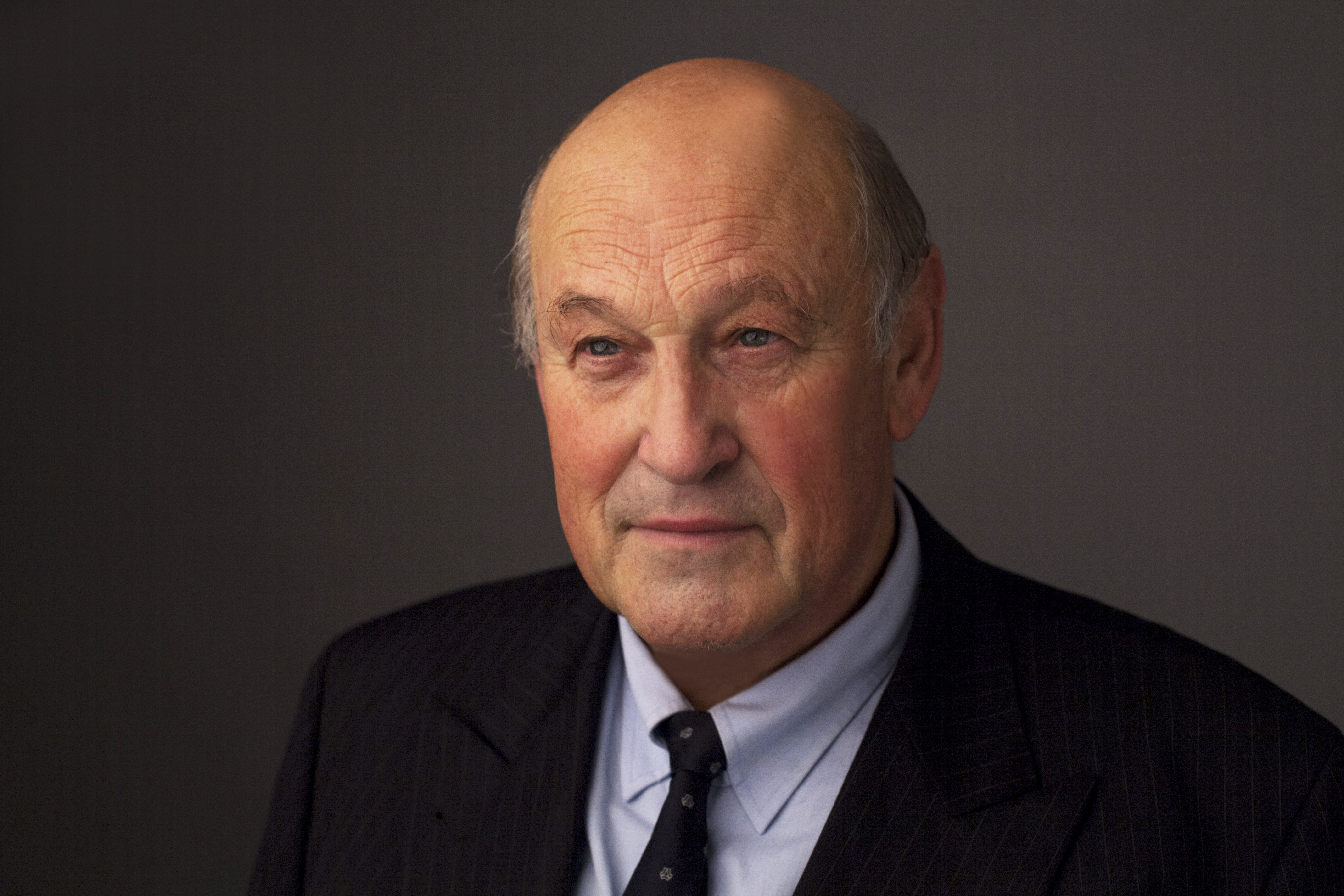
Holger Strohm (* 1942)

- Strohm, John (1793–1884), US-amerikanischer Politiker
- Strohm, Paul Holzworth (* 1938), US-amerikanischer Sprachwissenschaftler
- Strohm, Reinhard (* 1942), deutscher Musikwissenschaftler
- Ströhm, Roland (1928–2017), schwedischer Radrennfahrer
- Strohm, Theodor (1933–2025), deutscher evangelischer Theologe
- Strohmaier, Brenda (* 1971), deutsche Buchautorin und Journalistin
- Strohmaier, Gerhard (1933–2008), deutscher Fußballspieler
- Strohmaier, Gotthard (* 1934), deutscher Arabist, Gräzist und Medizinhistoriker
- Strohmaier, Matthias (* 1994), deutscher Fußballspieler
- Strohmaier, Oliver (* 1968), österreichischer Skispringer
- Strohmaier, Otto (* 1937), österreichischer Benediktiner und Abt
- Strohmaier, Vinzenz (1890–1961), österreichischer Politiker (CSP), Abgeordneter zum Nationalrat
- Strohmaier, Walter Ludwig (* 1957), deutscher Urologe
- Strohmaier, Werner (* 1942), österreichischer Politiker (FPÖ), Landtagsabgeordneter in Vorarlberg
- Strohmaier-Wiederanders, Gerlinde (* 1941), deutsche evangelische Theologin
- Strohmann, Carsten (* 1963), deutscher Chemiker
- Strohmann, Christian (* 1963), deutscher Trompeter
- Strohmann, Heiko (* 1968), bremischer Politiker (CDU), MdBBHeiko Strohmann (* 1968)

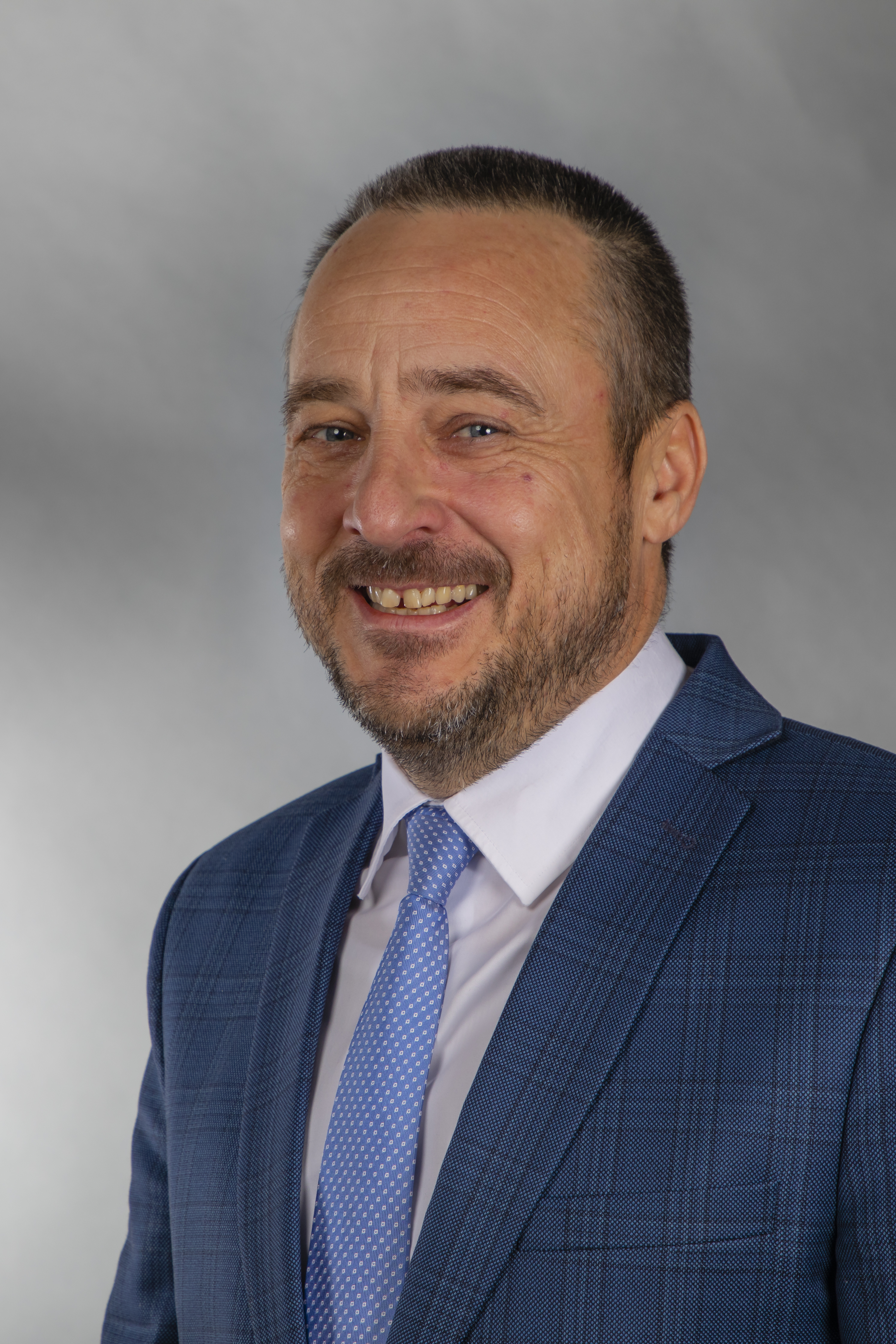
Heiko Strohmann (* 1968)

- Strohmayer, Anton (1848–1937), österreichischer Gitarrenspieler
- Strohmayer, Johannes (* 1950), österreichischer Investmentbanker
- Strohmayer, Max (1919–2014), deutscher Politiker (BP, SPD), MdL Bayern
- Strohmayer, Wolfgang-Lukas (* 1962), österreichischer Diplomat
- Strohmayer-Dangl, Kurt (* 1964), österreichischer Politiker (ÖVP), Mitglied im Österreichischen Bundesrat
- Strohmayer-Dangl, Niklas (* 2002), österreichischer Sprinter
- Strohmayr, Alois (1908–1993), deutscher Politiker (SPD), MdL, MdB
- Strohmayr, Otto (1900–1945), österreichischer Architekt
- Strohmayr, Simone (* 1967), deutsche Politikerin (SPD), MdL
- Strohmeier, Franz Josef (* 1978), deutscher Schauspieler und Kabarettist
- Strohmeier, Fred (1941–1999), österreichischer Journalist und Autor
- Strohmeier, Gerd (* 1975), deutscher Journalist und Politikwissenschaftler
- Strohmeier, Rudolf (* 1952), deutscher EU-Beamter
- Strohmeier, Walter (1930–2018), Schweizer Handballspieler
- Strohmeier, Wolfgang (1913–2004), deutscher Astronom
- Strohmer, Erich V. (1884–1962), österreichischer Kunsthistoriker
- Strohmer, Franz (1912–1943), österreichischer Elektromonteur und Widerstandskämpfer
- Ströhmer, Gundolf (1930–2021), deutscher Gärungschemiker und Hochschullehrer
- Ströhmer, Michael (* 1968), deutscher Historiker
- Strohmer, Rudolf (1942–2018), deutscher Orgelbauer
- Strohmeyer, Albrecht (* 1938), deutscher Fußballspieler
- Strohmeyer, Anette (* 1975), deutsche AutorinAnette Strohmeyer (* 1975)

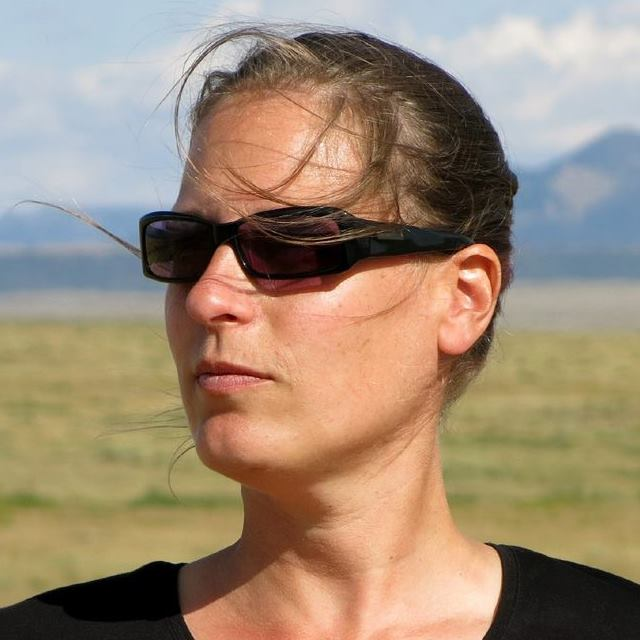
Anette Strohmeyer (* 1975)

- Strohmeyer, Arn (* 1942), deutscher Journalist, Autor
- Strohmeyer, Arno (* 1963), österreichischer Historiker
- Strohmeyer, Ernst Heinrich Georg (1869–1940), Kieler Stadtturnwart und Verwaltungsdirektor
- Strohmeyer, Fritz (1869–1957), deutscher Romanist und Grammatiker
- Strohmeyer, Georg (1928–2020), deutscher Internist
- Strohmeyer, Heinrich (1871–1955), deutscher Oberförster und Ministerialrat
- Strohmeyer, Otto Heinrich (1895–1967), deutscher Architekt, Bildhauer, Grafiker, Maler, Musiker und Autor
- Strohmeyer, Samuel, deutscher Musiker und Instrumentenbauer
- Strohmeyer, Willibald (1877–1945), deutscher Geistlicher
- Strohmeyr, Armin (* 1966), deutscher Schriftsteller
- Strohn, Lutz (* 1951), deutscher Jurist, Richter am Bundesgerichtshof
- Strohofer, Hans (1885–1961), österreichischer Maler und Grafiker
- Strohowa, Natalija (* 1992), ukrainische Sprinterin
- Strohsacker, Hartmann (1870–1946), österreichischer Abt
- Strohsahl, Anna (1885–1953), deutsche Politikerin (SPD)
- Strohschein, Albrecht (1899–1962), deutscher Heilpädagoge
- Strohschein, Barbara (* 1949), deutsche Philosophin und Autorin
- Strohschein, Jürgen (* 1947), deutscher Politiker (AfD), MdL
- Strohschneider, Ernst (1886–1918), böhmischer Jagdflieger der k.u.k. Luftfahrtruppen im Ersten Weltkrieg
- Strohschneider, Peter (* 1955), deutscher germanistischer Mediävist und Wissenschaftsmanager
- Strohschneider, Stefan (* 1957), deutscher Psychologe
- Strohschneider, Tom (* 1974), deutscher JournalistTom Strohschneider (* 1974)

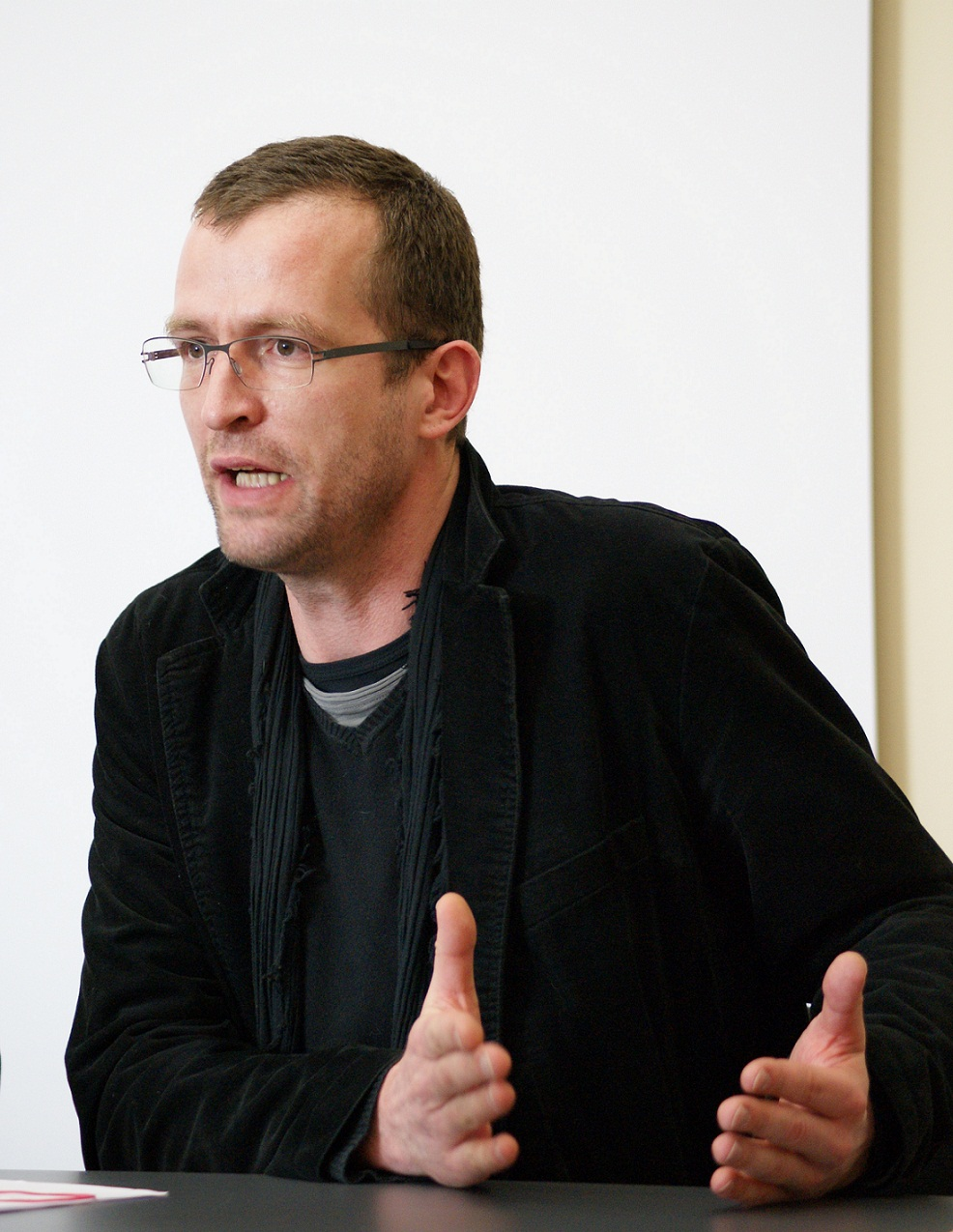
Tom Strohschneider (* 1974)

- Strohschneider-Kohrs, Ingrid (1922–2014), deutsche Germanistin
- Strohschneider-Laue, Sigrid (* 1961), österreichische Prähistorikerin, Kunstkritikerin und Schriftstellerin
- Strohschnieder, Theo (1923–2011), deutscher Leichtathlet

### Stroi
- Stroick, Autbert (1896–1940), deutscher Franziskaner (OFM) und Kirchenhistoriker
- Stroilow, Michail Stepanowitsch (1899–1941), sowjetischer Ingenieur der Montanindustrie und ein Opfer der stalinistischen Säuberungen
- Stroiński, Krzysztof (* 1950), polnischer Schauspieler
- Stroiński, Stanisław (1719–1802), Lemberger Maler des Rokoko
- Stroitz, Adolph, deutscher römisch-katholischer Geistlicher, Abt von Marienstatt

### Stroj
- Strojew, Jegor Semjonowitsch (* 1937), russischer Politiker und Parlamentarier
- Strojewa, Wera Pawlowna (1903–1991), sowjetische Filmregisseurin und Drehbuchautorin
- Strojimir (848–890), serbischer Monarch
- Strojwasiewicz, Petra, deutsche Schauspielerin

### Strok
- Stroka, Anna (1923–2020), polnische Germanistin, Literaturhistorikerin und Hochschullehrerin
- Strokatow, Anatoli Wiktorowitsch (* 1955), russischer Tischtennisspieler
- Strokau, Wassil (* 1995), belarussischer Radrennfahrer
- Ströker, Elisabeth (1928–2000), deutsche Philosophin und Wissenschaftshistorikerin
- Strokes, Criss (* 1985), US-amerikanischer Pornodarsteller
- Strokosch, Alasdair (* 1983), schottischer Rugbyspieler
- Strokosch, Manuel (* 1994), deutscher Boulespieler
- Strøksnes, Morten A. (* 1965), norwegischer Journalist, Fotograf und Schriftsteller

### Strol
- Strolchen, Franz von (* 1981), österreichischer Theaterregisseur
- Ströle, Karl (1887–1981), deutscher Ministerialbeamter
- Strolenberg, Anna (* 1995), niederländische Politikerin (Volt Nederland)
- Strolia, Mantas (* 1986), litauischer Biathlet und Skilangläufer
- Strolia, Tautvydas (* 1995), litauischer Skilangläufer
- Strolia, Vytautas (* 1992), litauischer Biathlet und Skilangläufer
- Strolienė, Kazimiera (* 1960), litauische Biathletin und Skilangläuferin
- Strölin, Karl (1890–1963), deutscher Politiker (NSDAP) und Oberbürgermeister von Stuttgart
- Strolis, Henrikas (* 1979), litauischer Poolbillard- und Snookerspieler
- Stroll, Edson (1929–2011), US-amerikanischer Schauspieler
- Stroll, Lance (* 1998), kanadischer AutomobilrennfahrerLance Stroll (* 1998)

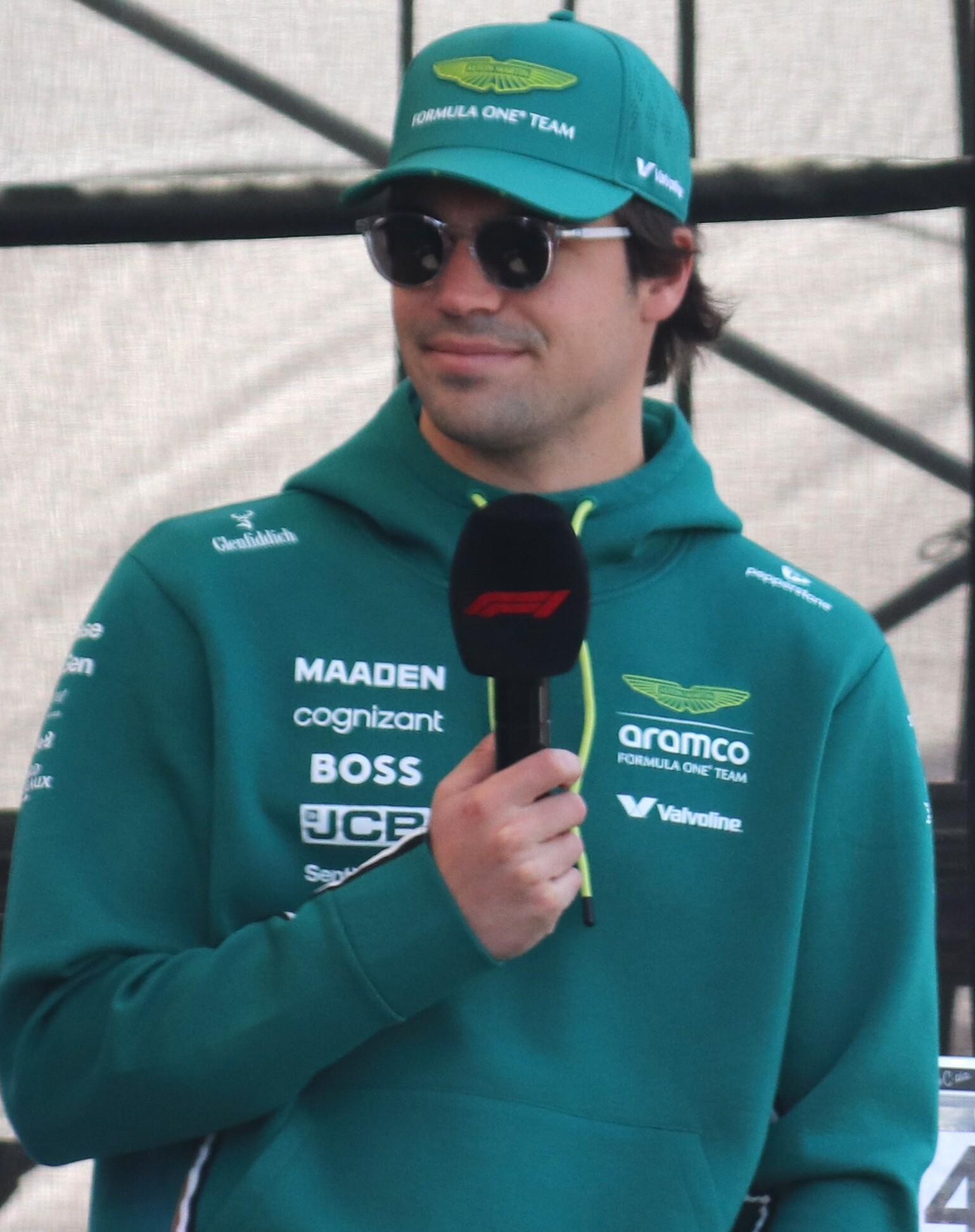
Lance Stroll (* 1998)

- Stroll, Lawrence (* 1959), kanadischer Manager, Multimilliardär und Besitzer des Formel-1-Rennstalls Aston Martin F1
- Strollo, Anthony (1899–1962), US-amerikanischer Mobster
- Strolz, Andreas (* 1988), österreichischer Skispringer
- Strolz, Hubert (* 1962), österreichischer Skirennläufer
- Strolz, Johann (1780–1835), österreichischer Jurist, Volkslied- und Mundartforscher sowie Schriftsteller
- Strolz, Johannes (* 1992), österreichischer Skirennläufer
- Strolz, Martin (1932–1994), österreichischer Skirennläufer
- Strolz, Matthias (* 1973), österreichischer Politiker (Neos), Abgeordneter zum Nationalrat
- Strolz, Norbert (1922–1990), österreichischer Maler
- Strolz, Walter (1927–2022), österreichischer Verlagslektor, Schriftsteller und Philosoph

### Strom
- Strom, Alfred (1916–1973), australischer Radrennfahrer
- Ström, Anders (1901–1986), schwedischer Skilangläufer
- Strøm, Anna Odine (* 1998), norwegische Skispringerin
- Strøm, Anne-Karine (* 1951), norwegische Sängerin
- Ström, Annika (* 1964), schwedische Künstlerin
- Strom, Carl W. (1899–1969), US-amerikanischer Diplomat
- Ström, Carl-Erik (* 1938), finnischer Literat, Installationskünstler und Fotograf
- Ström, Carsten (1913–1995), schwedischer Künstler
- Strom, Earl (1927–1994), US-amerikanischer Basketballschiedsrichter
- Strøm, Einar (1885–1964), norwegischer Turner
- Strom, Ernst (1929–2019), deutscher Graphiker und Maler
- Ström, Eva (* 1947), schwedische Schriftstellerin, Literaturkritikerin und Ärztin
- Ström, Fredrik (1880–1948), schwedischer Politiker (Kommunist), Mitglied des Riksdag und Autor
- Ström, Gertrud, schwedische Eiskunstläuferin
- Ström, Gunnar (1930–2024), schwedischer Eisschnellläufer
- Strøm, Hans (1726–1797), norwegischer Naturforscher und Topograph
- Strøm, Hans Pauli (* 1947), färöischer Politiker des sozialdemokratischen Javnaðarflokkurin
- Strøm, Harald (1897–1977), norwegischer Eisschnellläufer und Fußballspieler
- Strom, Harry (1914–1984), kanadischer Politiker
- Strom, Highko (* 1971), deutscher Punk-Rockgitarrist und -sängerHighko Strom (* 1971)

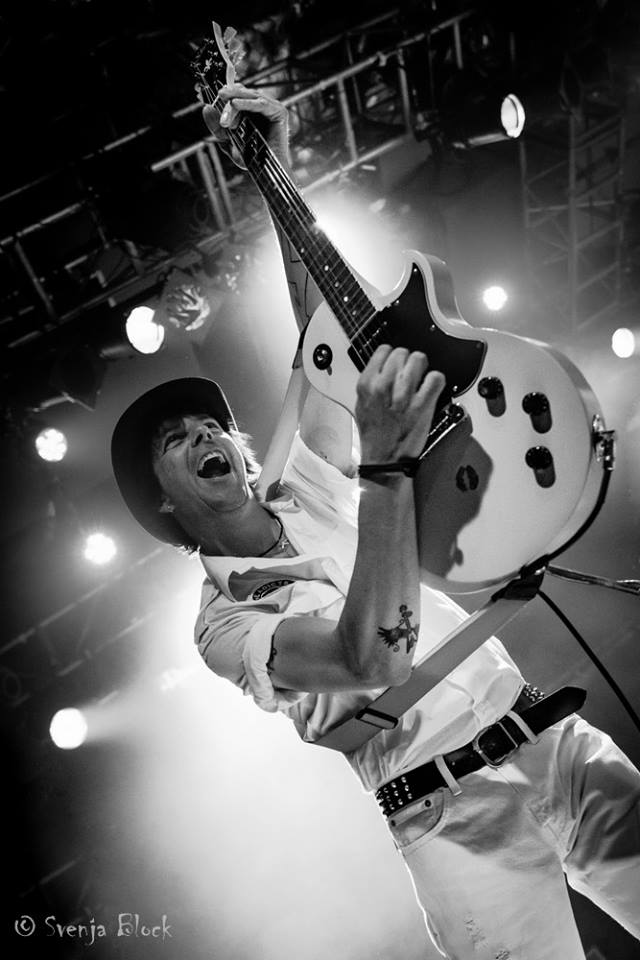
Highko Strom (* 1971)

- Strom, Hugo (1831–1879), deutscher Landrat
- Strøm, Johan (1898–1958), dänischer Politiker (Socialdemokraterne), Mitglied des Folketing, Arbeits- und Sozialminister
- Strom, Johann Waldemar (1825–1887), deutschstämmiger russischer Architekt
- Strøm, Jon Rune (* 1985), norwegischer Jazzmusiker (Kontrabass, E-Bass)
- Strom, Jonathan (* 1961), US-amerikanischer evangelischer Theologe
- Strøm, Kaare (* 1953), norwegisch-US-amerikanischer Politikwissenschaftler
- Strom, Kurt (1903–1985), deutscher Komponist, Kapellmeister und Musikwissenschaftler
- Ström, Pär (* 1959), schwedischer IT-Experte
- Strom, Yale (* 1957), US-amerikanischer Filmemacher, Musiker, Komponist, Schriftsteller und Fotograf
- Strøm-Erichsen, Anne-Grete (* 1949), norwegische Politikerin (Arbeiderpartiet), Mitglied des Storting
- Stroma, Freddie (* 1987), britischer Schauspieler
- Stromae (* 1985), belgischer Hip-Hop- und ElectromusikerStromae (* 1985)

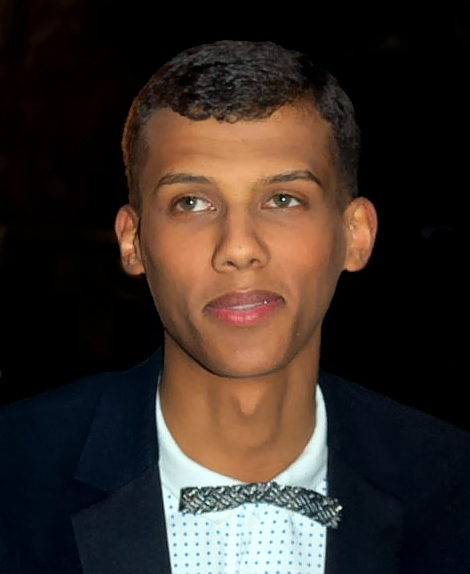
Stromae (* 1985)

- Stroman, C. Scoby (1931–1996), US-amerikanischer Jazzmusiker
- Stroman, Scott (* 1958), amerikanischer Jazzmusiker (Posaune, Gesang), Komponist und Dirigent
- Stroman, Susan (* 1954), US-amerikanische Theaterregisseurin, Choreografin, Filmregisseurin und Performerin
- Strømann, Bodil, dänische Badmintonspielerin
- Strømann, Sven (* 1909), dänischer Badmintonspieler
- Stromayr, Caspar, deutscher Augenarzt und Chirurg
- Strombach, Jörg (* 1971), deutscher Journalist, Autor, Regisseur und Filmproduzent
- Strombach, Ulrich (* 1944), deutscher Handballfunktionär
- Strombeck, August von (1808–1900), deutscher Geologe, Mineraloge, Paläontologe und Bergbaubeamter
- Strombeck, Friedrich Heinrich von (1773–1832), deutscher Jurist und Autor
- Strombeck, Friedrich Karl von (1771–1848), deutscher Rechtsgelehrter
- Strombeck, Josef von (1830–1915), deutscher Jurist und Politiker (Zentrum), MdR
- Strombeck, Peter von (* 1957), deutscher Schauspieler
- Stromberg, Alfred (1861–1913), schwedisch-amerikanischer Erfinder und Unternehmer
- Strömberg, August (* 1992), schwedischer Fußballtorhüter
- Strömberg, Bengt-Arne (1954–2024), schwedischer Fußballtrainer
- Strömberg, Carin (* 1993), schwedische Handballspielerin
- Stromberg, Christine (1928–2020), deutsche Kostümbildnerin
- Stromberg, Dirk Johan, US-amerikanischer Komponist und Musikpädagoge
- Strömberg, Ewa (1940–2013), schwedische Schauspielerin
- Strömberg, Glenn (* 1960), schwedischer Fußballspieler
- Strömberg, Hanna (* 2000), schwedische Unihockeyspielerin
- Stromberg, Holger (* 1972), deutscher (Fernseh-)Koch, Autor sowie Koch der deutschen FußballnationalmannschaftHolger Stromberg (* 1972)

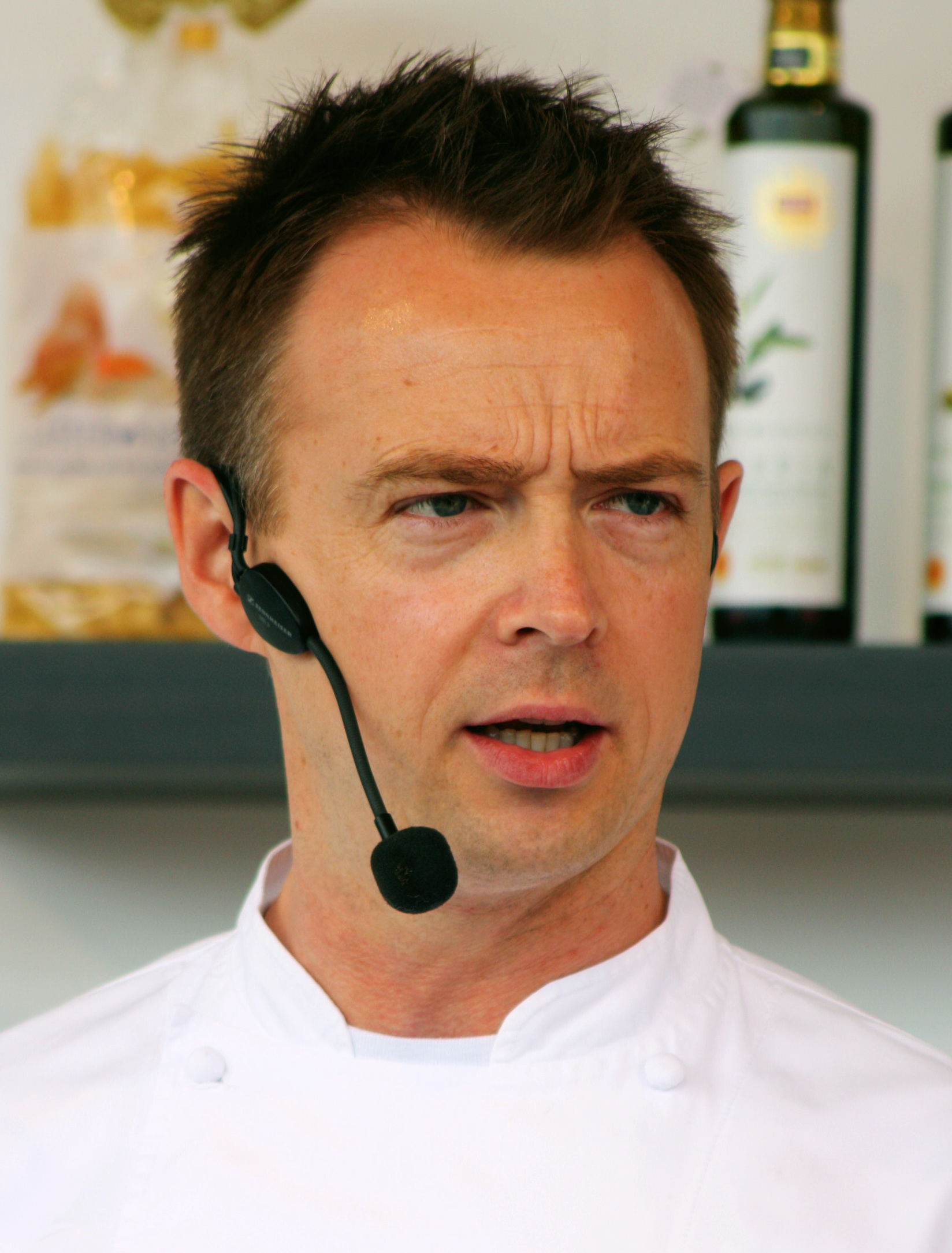
Holger Stromberg (* 1972)

- Stromberg, Hunt (1894–1968), US-amerikanischer Filmproduzent
- Strømberg, Jan Erik (* 1956), norwegischer Skispringer
- Stromberg, John (1858–1902), kanadischer Komponist, Pianist und Dirigent
- Strömberg, Kim (* 1987), finnischer Eishockeyspieler
- Stromberg, Kyra (1916–2006), deutsche freie Publizistin, Schriftstellerin und Übersetzerin
- Strömberg, Märta (1921–2012), schwedische Prähistorikerin
- Strömberg, Mika (* 1970), finnischer Eishockeyspieler
- Strömberg, Mikko (* 1979), finnischer Eishockeytorwart
- Stromberg, Nils (1646–1723), schwedischer Offizier
- Stromberg, Robert, US-amerikanischer Visual-Effects-Supervisor, Szenenbildner und Filmregisseur
- Strømberg, Søren (1944–2001), dänischer Schauspieler
- Strömberg, Sven (1911–1986), schwedischer Sprinter
- Strömberg, Thorvald (1931–2010), finnischer Kanute und Olympiasieger
- Stromberg, Tom (* 1960), deutscher Theaterproduzent, Regisseur und Intendant
- Stromberger, Barbara (* 1948), österreichische Liedermacherin und Schriftstellerin
- Stromberger, Christian Wilhelm (1826–1900), deutscher evangelischer Pfarrer, Dekan und Hymnologe
- Stromberger, Fabian (* 1986), deutscher Schauspieler, Sprecher, Synchronsprecher und Komponist
- Stromberger, Franz (1806–1884), österreichischer Landwirt und Politiker, Landtagsabgeordneter
- Stromberger, Manfred (* 1954), österreichischer Politiker (FPK), Landtagsabgeordneter
- Stromberger, Maria (1898–1957), österreichische Krankenschwester und Widerstandskämpferin in der Zeit des NationalsozialismusMaria Stromberger (1898–1957)

Maria Stromberger (1898–1957)

- Stromberger, Robert (1930–2009), deutscher Drehbuchautor und Schauspieler
- Štrombergs, Māris (* 1987), lettischer BMX-Fahrer
- Strömbergsson, Markus (* 1975), schwedischer Fußballschiedsrichter
- Strömbergsson, Martin (* 1977), schwedischer Fußball-Schiedsrichter
- Strombichides († 404 v. Chr.), athenischer Politiker und Feldherr
- Strömblad, Jesper (* 1972), schwedischer MusikerJesper Strömblad (* 1972)

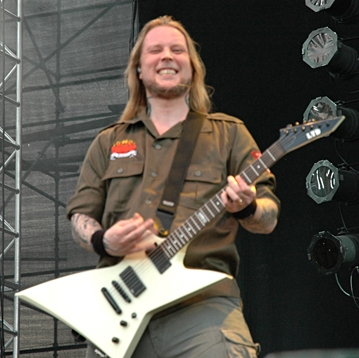
Jesper Strömblad (* 1972)

- Strömbom, Sixten (1888–1983), schwedischer Kunsthistoriker, Professor für Kunsthistorie und Kunsttheorie, sowie Kurator und Museumsdirektor
- Strömcrona, Nils (1664–1740), schwedischer Marinesoldat, Lotse, Kartograf, Grafiker und Karikaturist
- Strome, Dylan (* 1997), kanadischer Eishockeyspieler
- Strome, Ryan (* 1993), kanadischer Eishockeyspieler
- Strome, Susan (* 1952), US-amerikanische Zell- und Entwicklungsbiologin
- Stromer von Reichenbach, Ernst Freiherr (1871–1952), deutscher Paläontologe
- Stromer von Reichenbach, Friedrich (1867–1940), deutscher Privatgelehrter und Geschichtsphilosoph
- Stromer von Reichenbach, Otto (1831–1891), Nürnberger Bürgermeister
- Stromer von Reichenbach, Wolfgang (1922–1999), deutscher Historiker
- Strömer, Alexander (* 1968), österreichischer Schauspieler, Sprecher und Sänger (Bassbariton)
- Stromer, Eckhard (* 1972), US-amerikanischer Jazz-Schlagzeuger und Perkussionist
- Strömer, Erich (1901–1934), deutscher Schauspieler
- Strömer, Ernst Franz Adolf (1806–1883), deutscher Jurist und Abgeordneter
- Stromer, Heinrich († 1542), deutscher Mediziner und Gründer von Auerbachs KellerHeinrich Stromer († 1542)

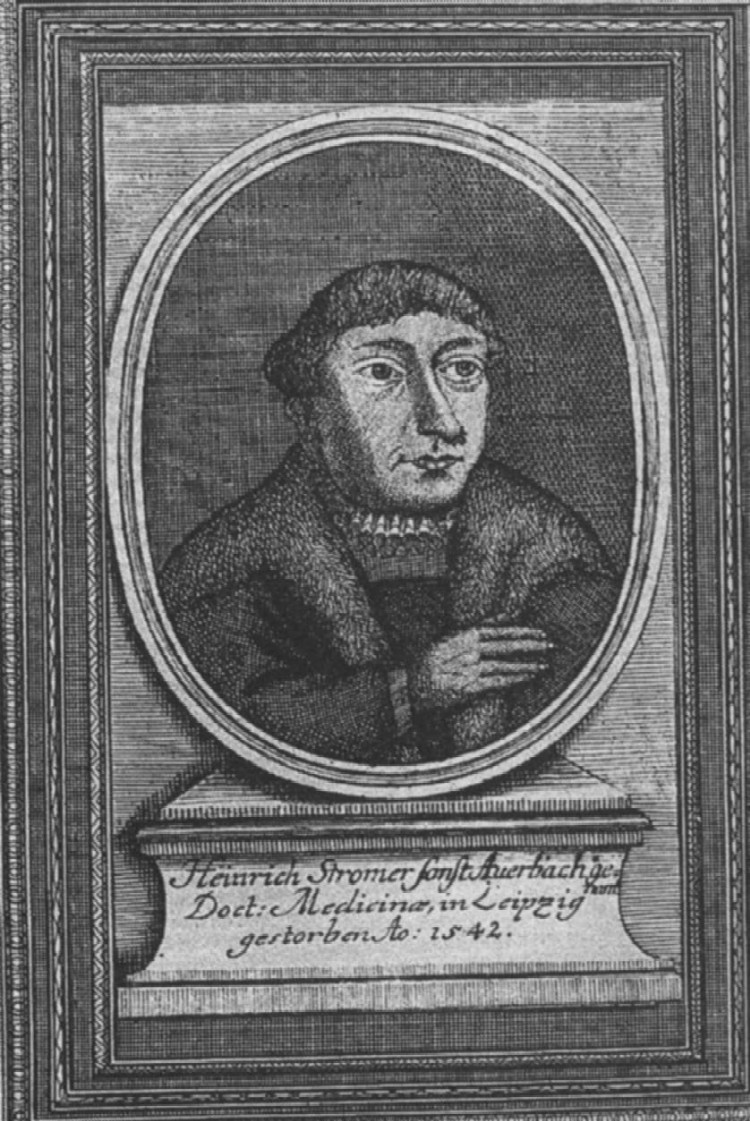
Heinrich Stromer († 1542)

- Strömer, Joachim (1904–1971), deutscher Politiker (FDP), MdL
- Stromer, Johann (1526–1607), deutscher Jurist
- Stromer, Peter († 1388), deutscher Rats- und Handelsherr sowie „Vater der Forstkultur“
- Strömer, Tobias H. (* 1960), deutscher Rechtsanwalt und Autor
- Stromer, Ulman (1329–1407), deutscher Kaufmann im Mittelalter
- Stromer, Wolf Jacob (1561–1614), deutscher Stadtbaumeister in Nürnberg
- Stromeyer, Christian Friedrich (1761–1824), deutscher Chirurg, Hof- und Leibarzt
- Stromeyer, Emil (1880–1951), deutscher Industrieller
- Stromeyer, Franz (1805–1848), deutscher Verleger, Publizist und Revolutionär
- Stromeyer, Friedrich (1776–1835), deutscher Chemiker
- Stromeyer, Friedrich Andreas (1788–1847), deutscher Verwaltungsjurist und Richter
- Stromeyer, Helene (1834–1924), deutsche Blumen- und Landschaftsmalerin
- Stromeyer, Louis (1804–1876), deutscher Chirurg und GeneralstabsarztLouis Stromeyer (1804–1876)

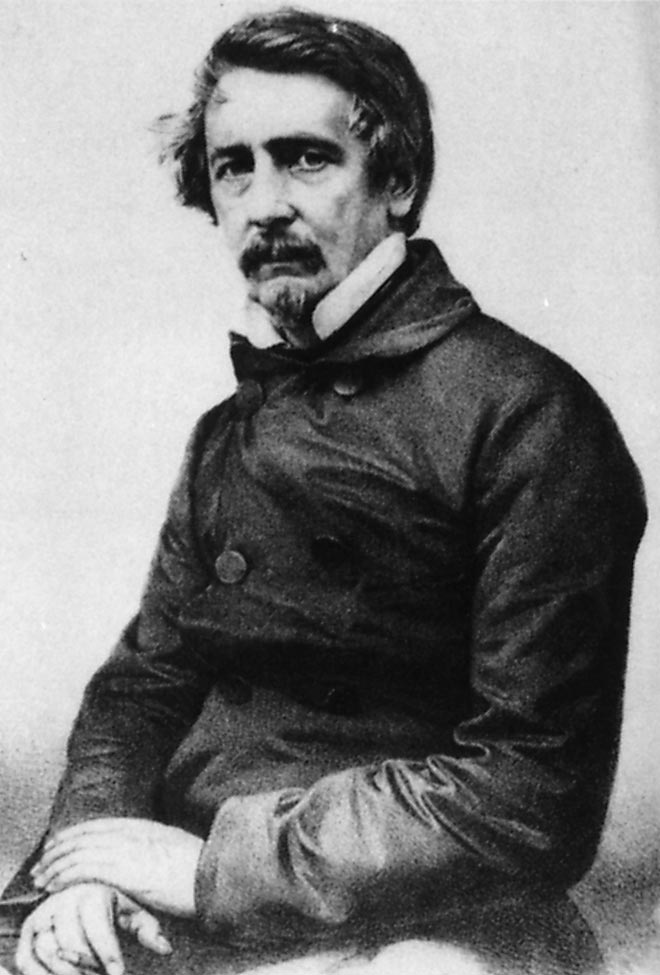
Louis Stromeyer (1804–1876)

- Stromeyer, Ludwig (1852–1931), deutscher Textilunternehmer und Politiker
- Stromeyer, Max (1830–1902), Oberbürgermeister der Stadt Konstanz
- Stromeyer, Otto (1881–1943), deutscher Ingenieur, Unternehmer und Zeitungsverleger
- Stromfeld, Aurél (1878–1927), österreichisch-ungarischer Offizier und Generalstabschef der Armee der Ungarischen Räterepublik
- Strömfelt, Otto Reinhold (1679–1744), schwedischer Politiker
- Strömgren, Bengt (1908–1987), dänischer Astronom und Astrophysiker
- Strömgren, Svante Elis (1870–1947), schwedisch-dänischer Astronom
- Strømhaug, Per Skjæret (* 2002), norwegischer Nordischer Kombinierer
- Strömholm, Christer (1918–2002), schwedischer Fotograf
- Strömholm, Stig (* 1931), schwedischer Jurist und Hochschullehrer, Schriftsteller
- Stromiedel, Markus (* 1964), deutscher Autor und Journalist
- Strominger, Andrew (* 1955), US-amerikanischer Physiker
- Strominger, Jack L. (* 1925), US-amerikanischer Immunologe
- Stromková, Zuzana (* 1990), slowakische Freestyle-Skisportlerin
- Strømme, Karl (* 1976), norwegischer Jazzmusiker (Trompete, Flügelhorn, Trumpetizer, Komposition)
- Strømme, Maria (* 1970), norwegische Physikerin
- Strømme, Nils Dag (1945–2022), norwegischer Boxer
- Strommen, Garrett (* 1982), US-amerikanischer Schauspieler
- Strommenger, Eva (1927–2022), deutsche Vorderasiatische Archäologin
- Strommer, Christoph (* 2002), österreichischer Fußballspieler
- Strommer, Franz (1846–1912), mährisch-österreichischer Orgelbauer
- Strömmer, Gunnar (* 1972), schwedischer Politiker (Moderata samlingspartiet), Justizminister
- Strommer, Gyula (1920–1995), ungarischer Physiker, Astronom und Mathematiker
- Strommer, Josef (1903–1964), österreichischer Politiker (CSP, ÖVP), Abgeordneter zum Nationalrat, Mitglied des Bundesrates
- Strommer, Rudolf (* 1958), österreichischer Politiker (ÖVP), Landtagsabgeordneter
- Štrompach, Ľudovít (1923–2009), slowakischer Maler und Restaurator für Gemälde und Skulpturen
- Štrompachová, Magdaléna (1919–1988), ungarisch-slowakische Malerin, Restauratorin für Gemälde und Skulpturen und Pädagogin
- Strompf, Heidi (* 2002), deutsch-slowakische Eishockeyspielerin
- Strompf, Ladislav (* 1969), deutsch-slowakischer Eishockeyspieler
- Strompf, Philipp (* 1998), deutscher FußballspielerPhilipp Strompf (* 1998)

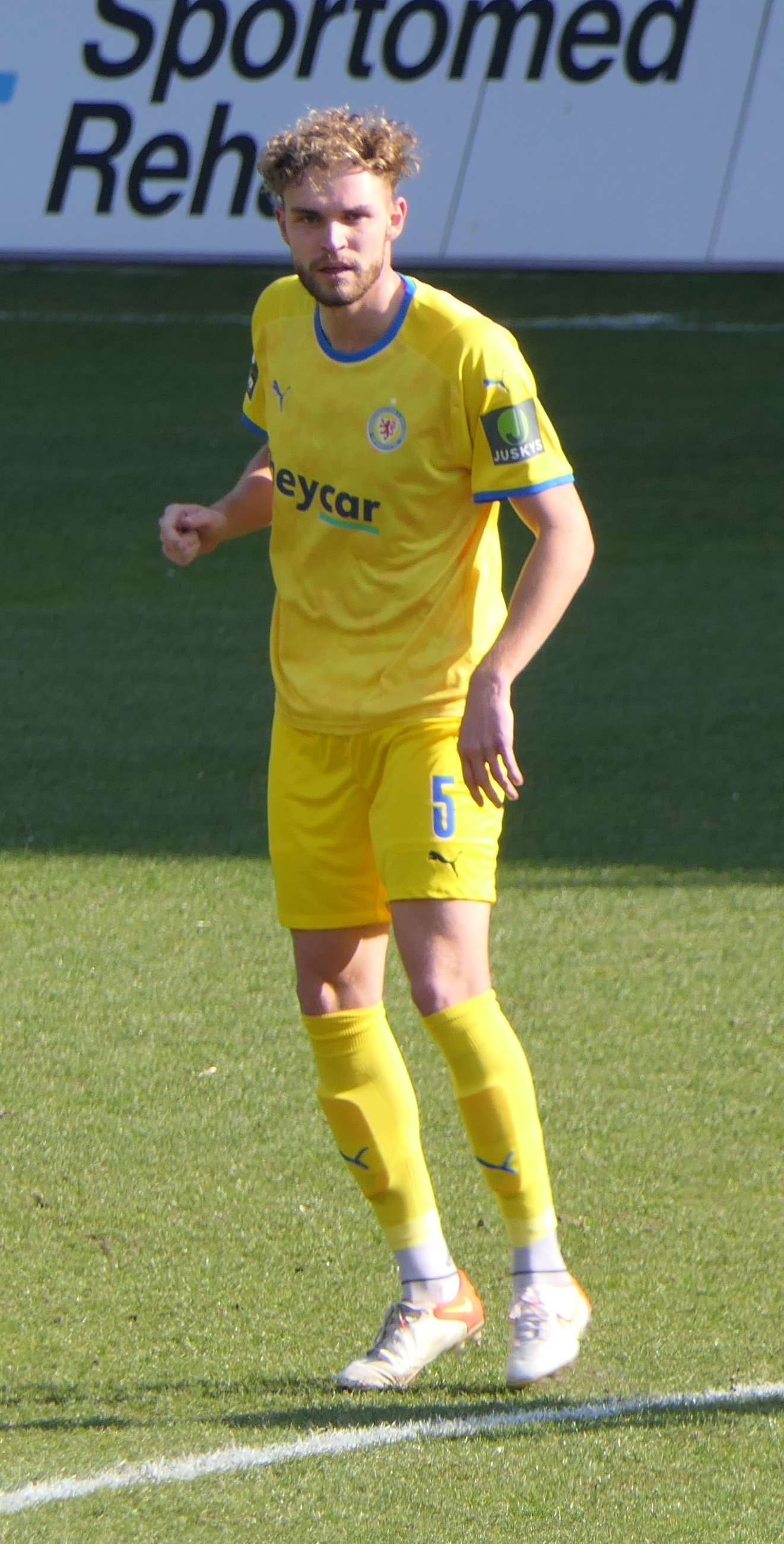
Philipp Strompf (* 1998)

- Strömquist, Liv (* 1978), schwedische Comiczeichnerin und Radiomoderatorin
- Stromquist, Tilde (* 2004), schwedische Tennisspielerin
- Strømsborg, Linn (* 1986), norwegische Schriftstellerin
- Strömsdörfer, Jean (1846–1909), deutscher Konsul in Lima
- Strømsheim, Endre (* 1997), norwegischer Biathlet
- Stromšík, Zdeněk (* 1994), tschechischer Sprinter
- Strømstad, Fredrik (* 1982), norwegischer Fußballspieler
- Strømstad, Thoralf (1897–1984), norwegischer Skisportler
- Strömstedt, Anna-Karin (* 1981), schwedische Biathletin und Skilangläuferin
- Strömstedt, Lasse (1935–2009), schwedischer Schriftsteller und Schauspieler
- Strömstedt, Margareta (1931–2023), schwedische Schriftstellerin, Journalistin und Übersetzerin
- Strömstedt, Ulla (1939–1986), schwedische Schauspielerin
- Strömsten, Olof (1909–1959), finnischer Fußball- und Bandyspieler
- Strömstierna, Olof (1664–1730), schwedischer Offizier
- Stromszky, Franz Samuel (1792–1861), evangelischer Pastor und Superintendent
- Strømvad, Gunnar (1908–1972), dänischer Schauspieler

### Stron
- Stronach, Belinda (* 1966), kanadische Geschäftsfrau und Politikerin
- Stronach, David (1931–2020), britischer Vorderasiatischer Archäologe
- Stronach, Frank (* 1932), österreichisch-kanadischer Unternehmer und Politiker (TS), Abgeordneter zum NationalratFrank Stronach (* 1932)

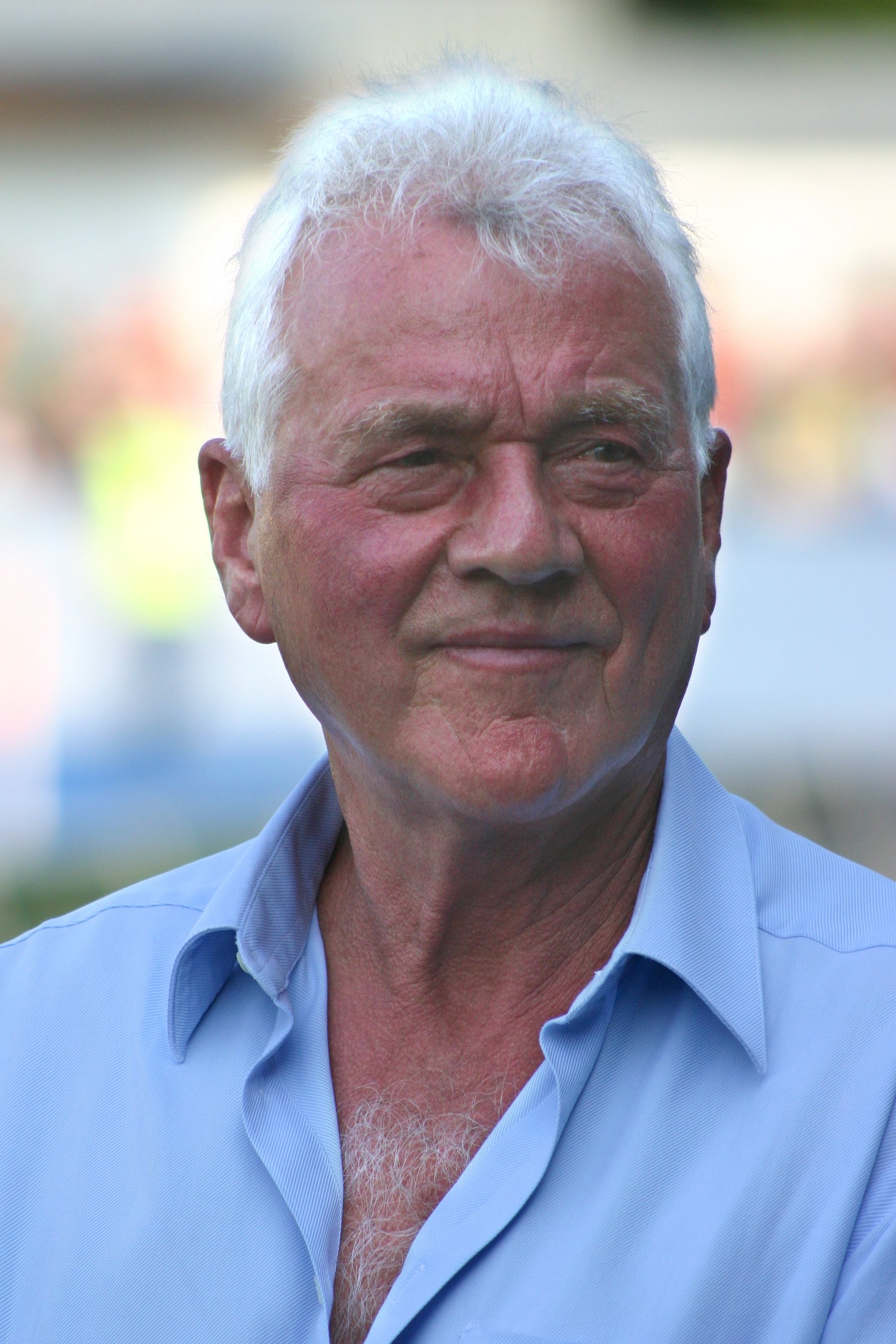
Frank Stronach (* 1932)

- Stronach, Tami (* 1972), US-amerikanische Tänzerin und ehemalige Filmschauspielerin
- Stronati, Patrizio (* 1994), tschechischer Fußballspieler
- Strønen, Thomas (* 1972), norwegischer Jazz-Schlagzeuger
- Strong Lyons, Terra (* 1990), US-amerikanische Schauspielerin und Sängerin
- Strong Painter, Eleanor (1891–1947), US-amerikanische Opernsängerin der Stimmlage Sopran
- Strong, Andrew (* 1973), irischer Sänger
- Strong, Anna Louise (1885–1970), US-amerikanische Journalistin und Autorin
- Strong, Anthony (* 1984), britischer Jazzsänger
- Strong, Arthur (1863–1904), englischer Orientalist, Kunsthistoriker und Bibliothekar
- Strong, Barrett (1941–2023), US-amerikanischer Songwriter und Sänger
- Strong, Brenda (* 1960), US-amerikanische SchauspielerinBrenda Strong (* 1960)

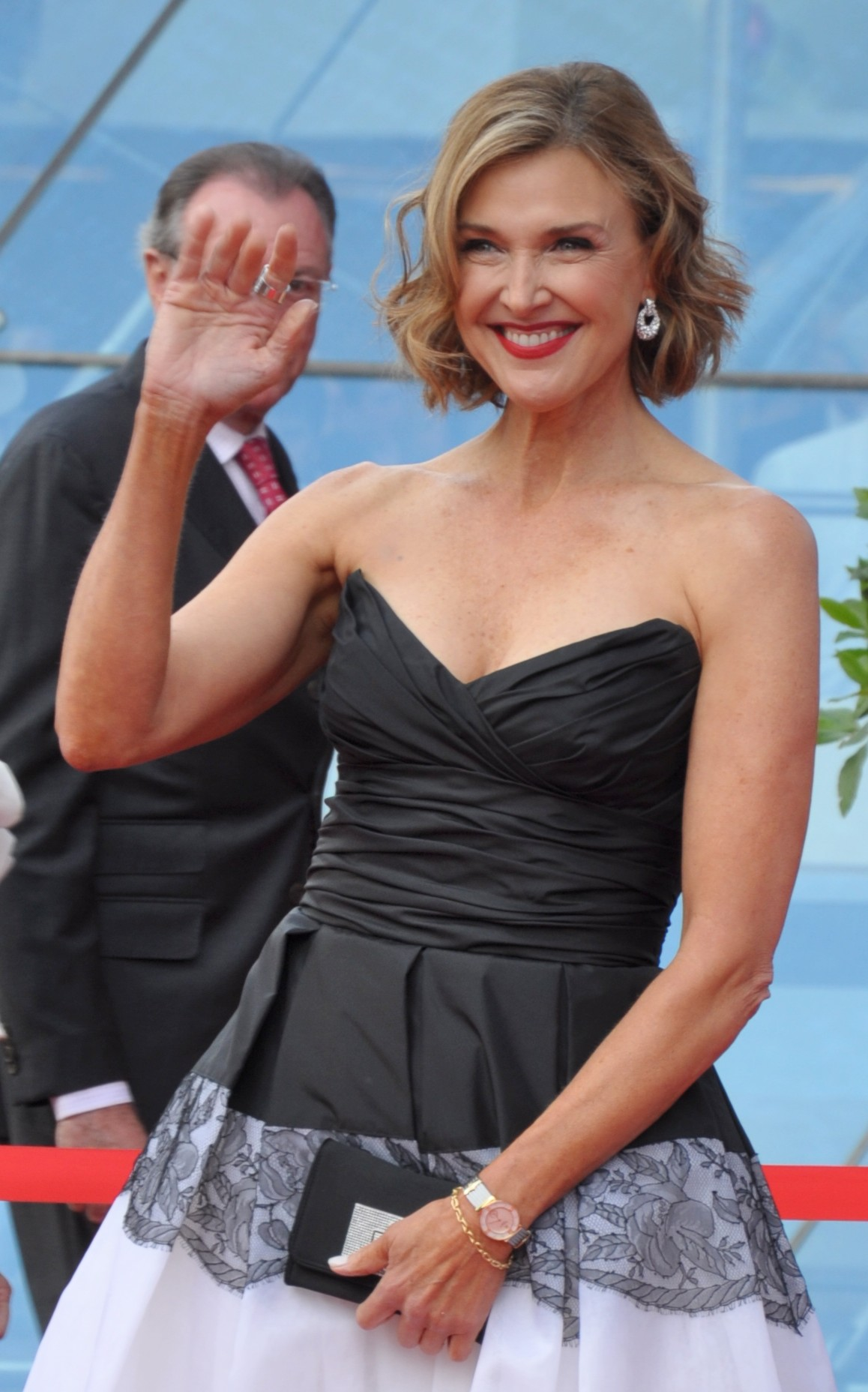
Brenda Strong (* 1960)

- Strong, Caleb (1745–1819), US-amerikanischer Politiker
- Strong, Calvert (1907–2001), US-amerikanischer Schwimmer
- Strong, Carson (* 1999), US-amerikanischer American-Football-Spieler
- Strong, Cecily (* 1984), US-amerikanische Schauspielerin
- Strong, Christian (* 1995), kanadisch-britischer American-Football-Spieler
- Strong, Corbin (* 2000), neuseeländischer Radrennfahrer
- Strong, Cornelia (1877–1955), US-amerikanische Mathematikerin, Astronomin und Hochschullehrerin
- Strong, Curtis, US-amerikanischer Schauspieler und Synchronsprecher
- Strong, Dale (* 1970), US-amerikanischer Politiker der Republikanischen Partei
- Strong, Danny (* 1974), US-amerikanischer Schauspieler und Drehbuchautor
- Strong, Danny (* 1975), US-amerikanisch-französischer Basketballspieler
- Strong, Dean (* 1985), kanadischer Eishockeyspieler
- Strong, Eddie (* 1936), britischer Langstreckenläufer
- Strong, Eugénie Sellers (1860–1943), britische Klassische Archäologin und Kunsthistorikerin
- Strong, Geoff (1937–2013), englischer Fußballspieler
- Strong, George Crockett (1832–1863), General der Nordstaaten im Sezessionskrieg
- Strong, George Templeton (1820–1875), amerikanischer Rechtsanwalt und Autor
- Strong, George Templeton (1856–1948), US-amerikanischer Komponist
- Strong, Harriet Williams Russell (1844–1926), US-amerikanische Erfinderin, Naturschützerin und Frauenrechtlerin
- Strong, James (1783–1847), US-amerikanischer Politiker
- Strong, James (1822–1894), US-amerikanischer methodistischer Theologe
- Strong, James G. (1870–1938), US-amerikanischer Politiker
- Strong, Jeremy (* 1978), US-amerikanischer SchauspielerJeremy Strong (* 1978)

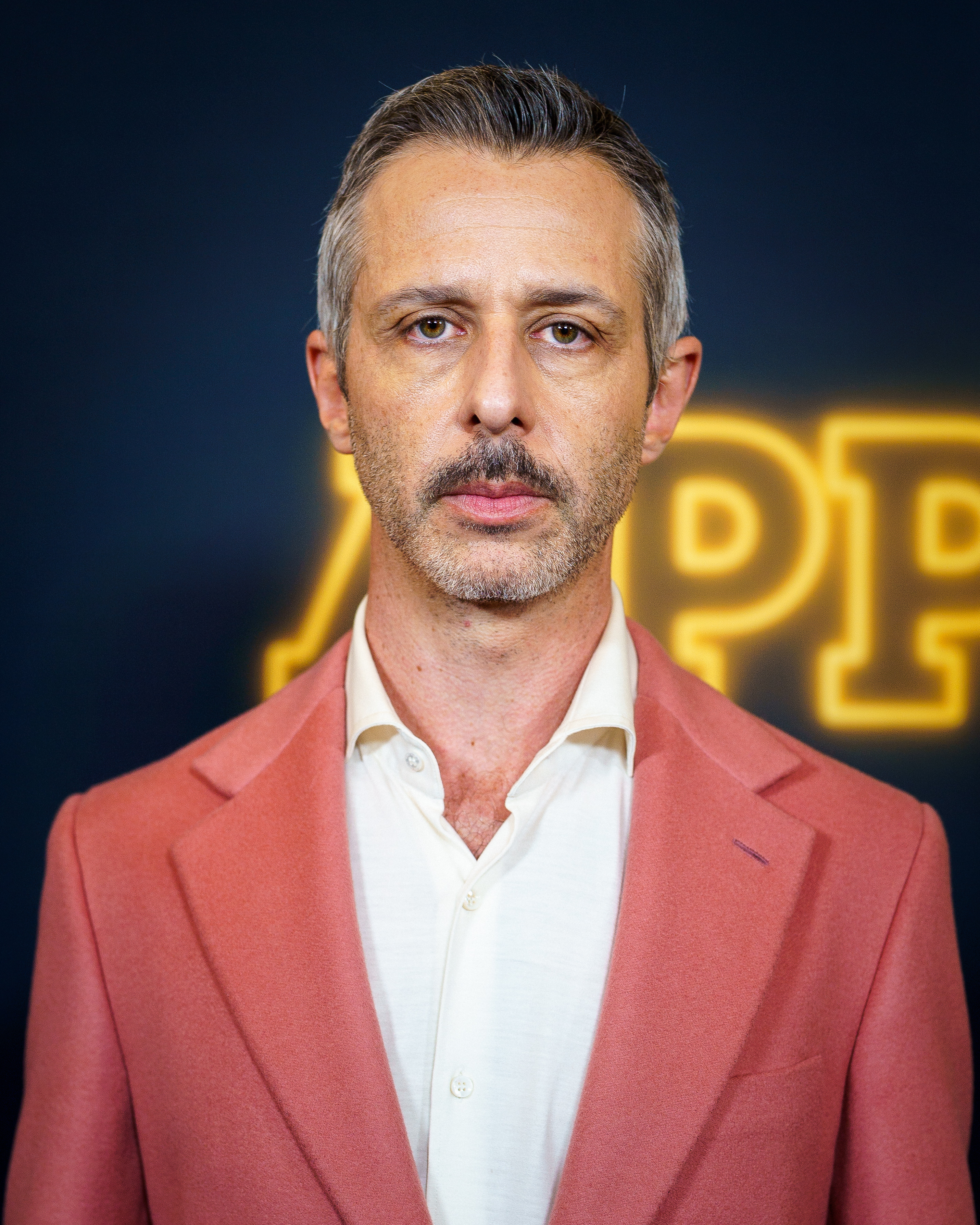
Jeremy Strong (* 1978)

- Strong, Jimmy (1906–1977), amerikanischer Jazzmusiker (Klarinette, auch Tenorsaxophon)
- Strong, John (1831–1913), US-amerikanischer Politiker
- Strong, John Franklin Alexander (1856–1929), US-amerikanischer Politiker
- Strong, Johnny (* 1974), US-amerikanischer Schauspieler, Filmkomponist und Musiker
- Strong, Judy (* 1960), US-amerikanische Hockeyspielerin
- Strong, Julius L. (1828–1872), US-amerikanischer Politiker
- Strong, Karen (* 1953), kanadische Radrennfahrerin
- Strong, Ken (1906–1979), US-amerikanischer American-Football-Spieler und -Trainer, Baseballspieler
- Strong, Ken (* 1963), austro-kanadischer Eishockeyspieler und -trainer
- Strong, Luther M. (1838–1903), US-amerikanischer Politiker
- Strong, Mack (* 1971), US-amerikanischer Footballspieler
- Strong, Mark (* 1963), englischer SchauspielerMark Strong (* 1963)

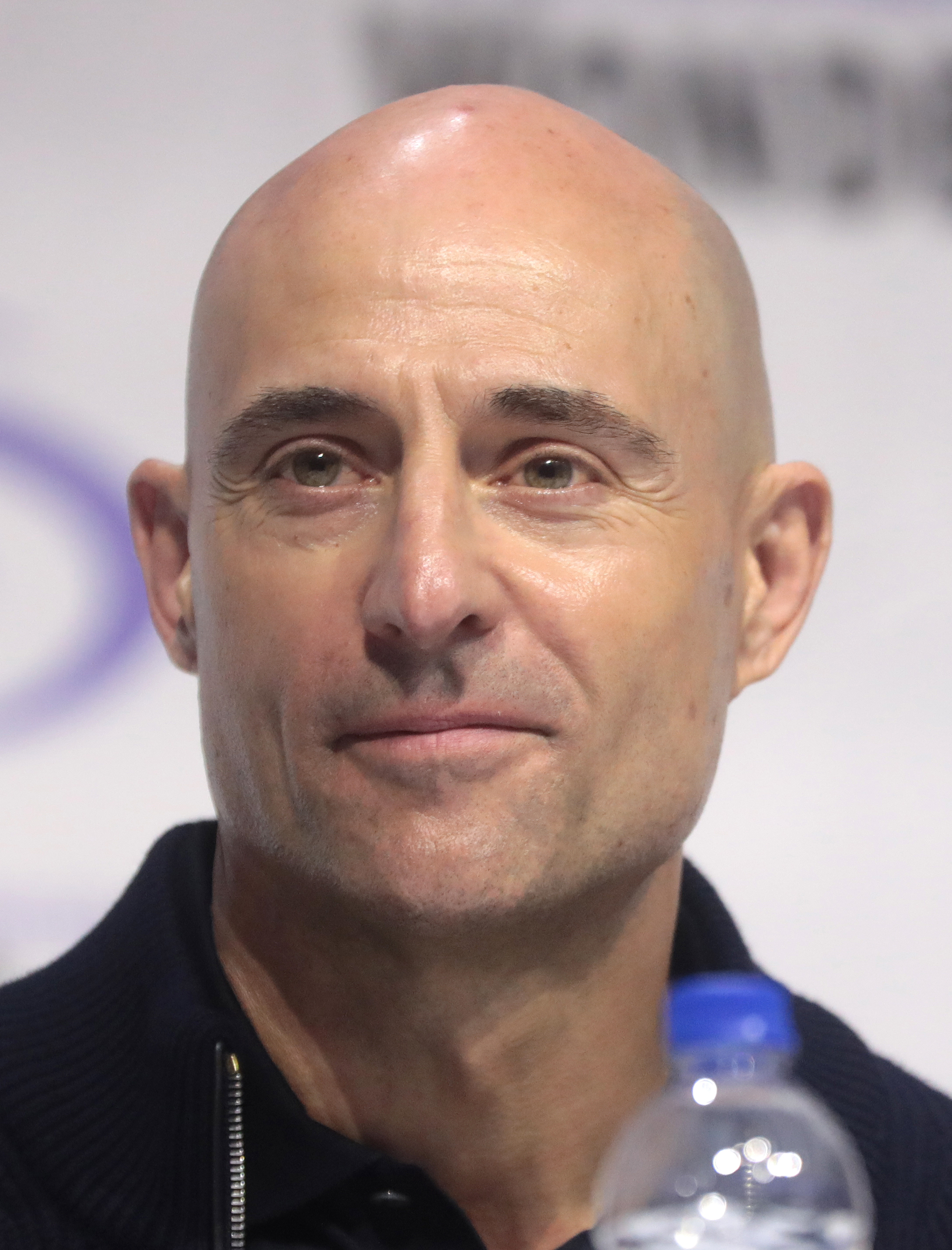
Mark Strong (* 1963)

- Strong, Maurice (1929–2015), kanadischer Unternehmer und UNO-Funktionär
- Strong, Nathan Leroy (1859–1939), US-amerikanischer Politiker
- Strong, Nicholas, US-amerikanischer Schauspieler in Fernsehen und Theater
- Strong, Patience (1907–1990), britische Dichterin
- Strong, Rider (* 1979), US-amerikanischer Schauspieler
- Strong, Roderick (* 1983), US-amerikanischer Wrestler
- Strong, Roy (* 1935), britischer Kunsthistoriker
- Strong, Samantha (* 1967), US-amerikanische Pornodarstellerin
- Strong, Samuel Erik (* 1996), US-amerikanischer Fußballspieler
- Strong, Samuel Henry (1825–1909), kanadischer Richter, Vorsitzender des Obersten Gerichtshofes
- Strong, Selah B. (1792–1872), US-amerikanischer Jurist und Politiker
- Strong, Shirley (* 1958), britische Leichtathletin und Olympiazweite
- Strong, Solomon (1780–1850), US-amerikanischer Politiker
- Strong, Stephen (1791–1866), US-amerikanischer Jurist und Politiker
- Strong, Sterling P. (1862–1936), US-amerikanischer Politiker
- Strong, Steven (* 1993), austro-kanadischer Eishockeyspieler
- Strong, Tara (* 1973), kanadische Synchronsprecherin und SchauspielerinTara Strong (* 1973)

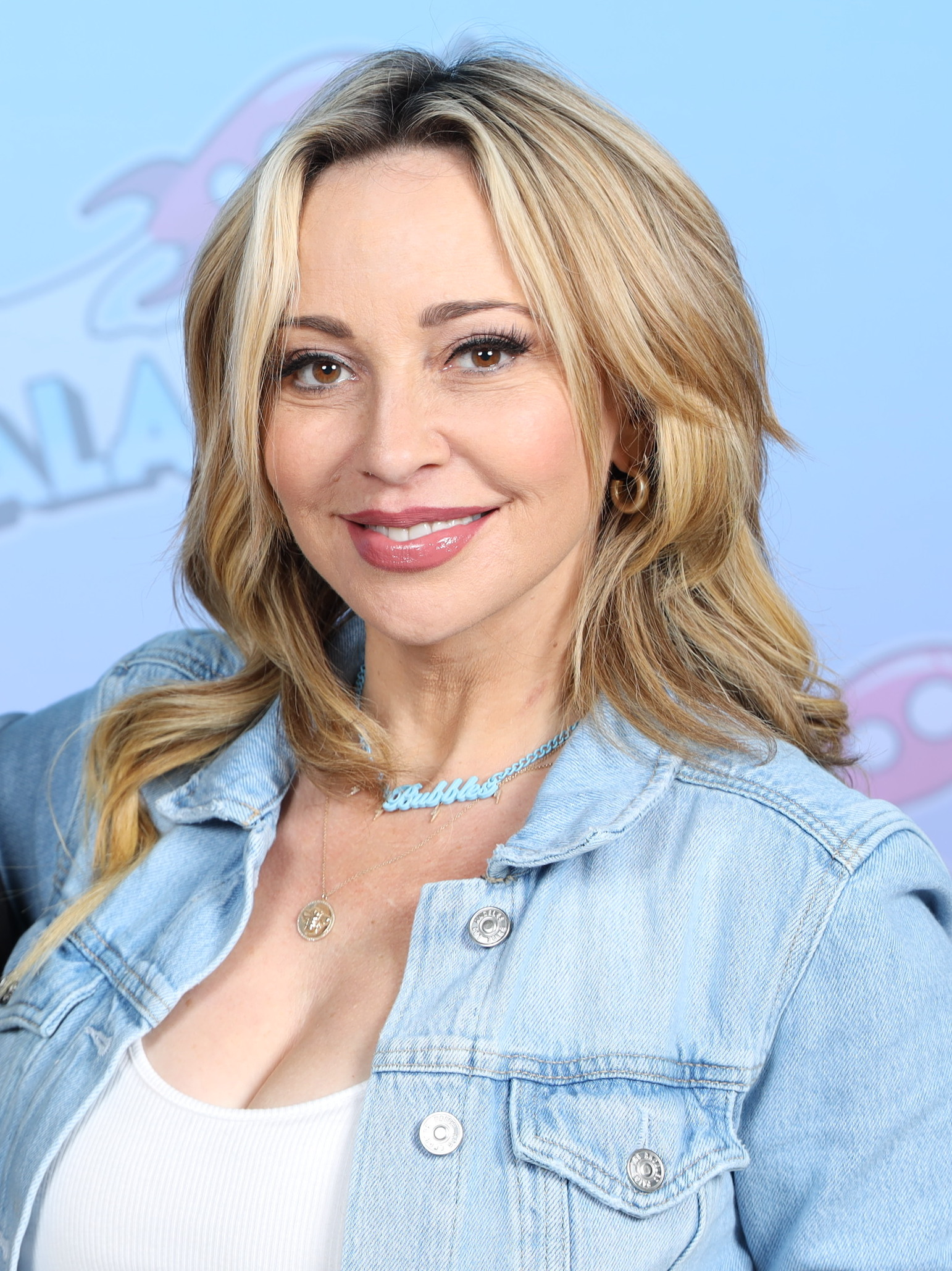
Tara Strong (* 1973)

- Strong, Theodore (1790–1869), US-amerikanischer Mathematiker
- Strong, Theron R. (1802–1873), US-amerikanischer Jurist und Politiker
- Strong, Tracy (1887–1968), US-amerikanischer evangelischer Geistlicher
- Strong, William (1763–1840), US-amerikanischer Politiker
- Strong, William (1808–1895), US-amerikanischer Jurist und Politiker
- Strong, William Barstow (1837–1914), US-amerikanischer Eisenbahnunternehmer, Präsident der Atchison, Topeka and Santa Fe Railway
- Strong, William Lafayette (1827–1900), US-amerikanischer Politiker
- Strong, Zack, US-amerikanischer Biathlet
- Stronge, Francis William (1856–1924), britischer Botschafter
- Strongin, Lejb (1896–1968), sowjetischer Publizist und Verleger; Leiter des Verlages Der Emes
- Strongin, Theodore (1918–1998), US-amerikanischer Komponist, Musikkritiker und Entomologe
- Strongylis, Aristides (* 1974), griechischer Komponist
- Stronk, Cally (* 1977), deutsche Kinderbuchautorin
- Stronk, Detlef (* 1945), deutscher Politiker (CDU) und Manager
- Stronk, Wolfram (1919–2003), deutscher Kommunalpolitiker

### Stroo
- Stroobant, François (1819–1916), belgischer Kunstmaler, Graveur, Zeichner, Lithograf
- Stroobant, Paul Henri (1868–1936), belgischer Astronom
- Stroock, Daniel (1940–2025), US-amerikanischer Mathematiker und Hochschullehrer
- Stroof, Ignatz (1838–1920), deutscher Chemiker und Industrieller
- Stroop, John Ridley (1897–1973), US-amerikanischer Psychologe
- Stroop, Jürgen (1895–1952), deutscher SS-Gruppenführer und Generalleutnant der PolizeiJürgen Stroop (1895–1952)

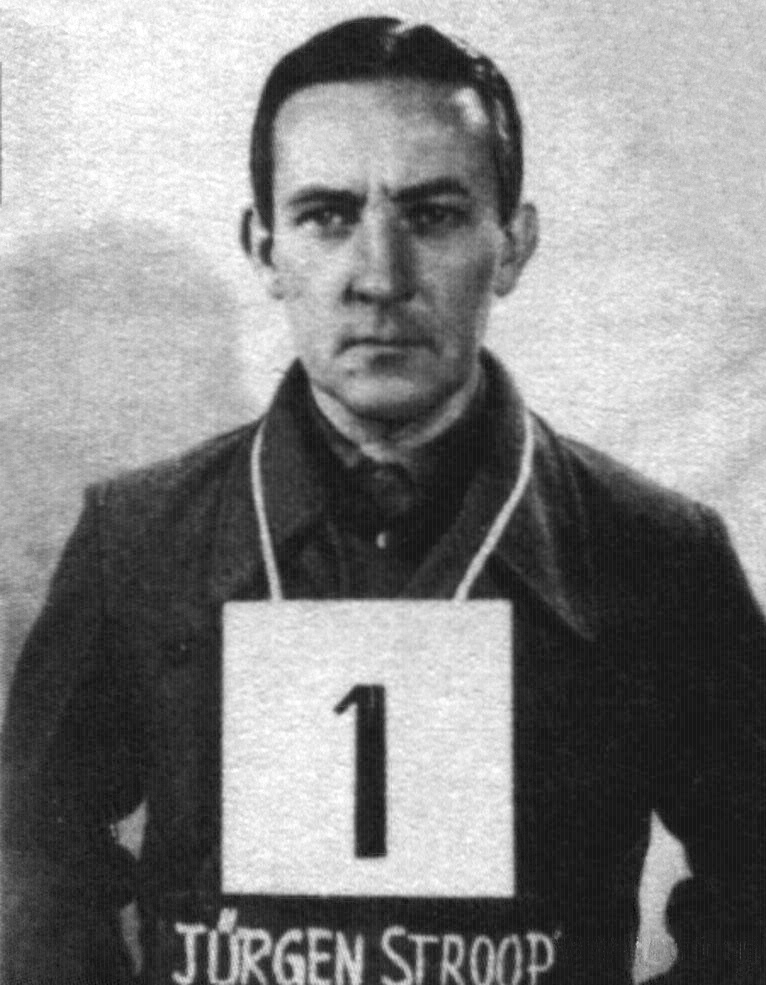
Jürgen Stroop (1895–1952)

- Stroot, Eberhard (* 1951), deutscher Leichtathlet und Olympiateilnehmer
- Stroot, Martin (1927–2022), deutscher Unternehmer und Kommunalpolitiker (CDU)
- Stroot, Tommy (* 1988), deutscher FußballtrainerTommy Stroot (* 1988)

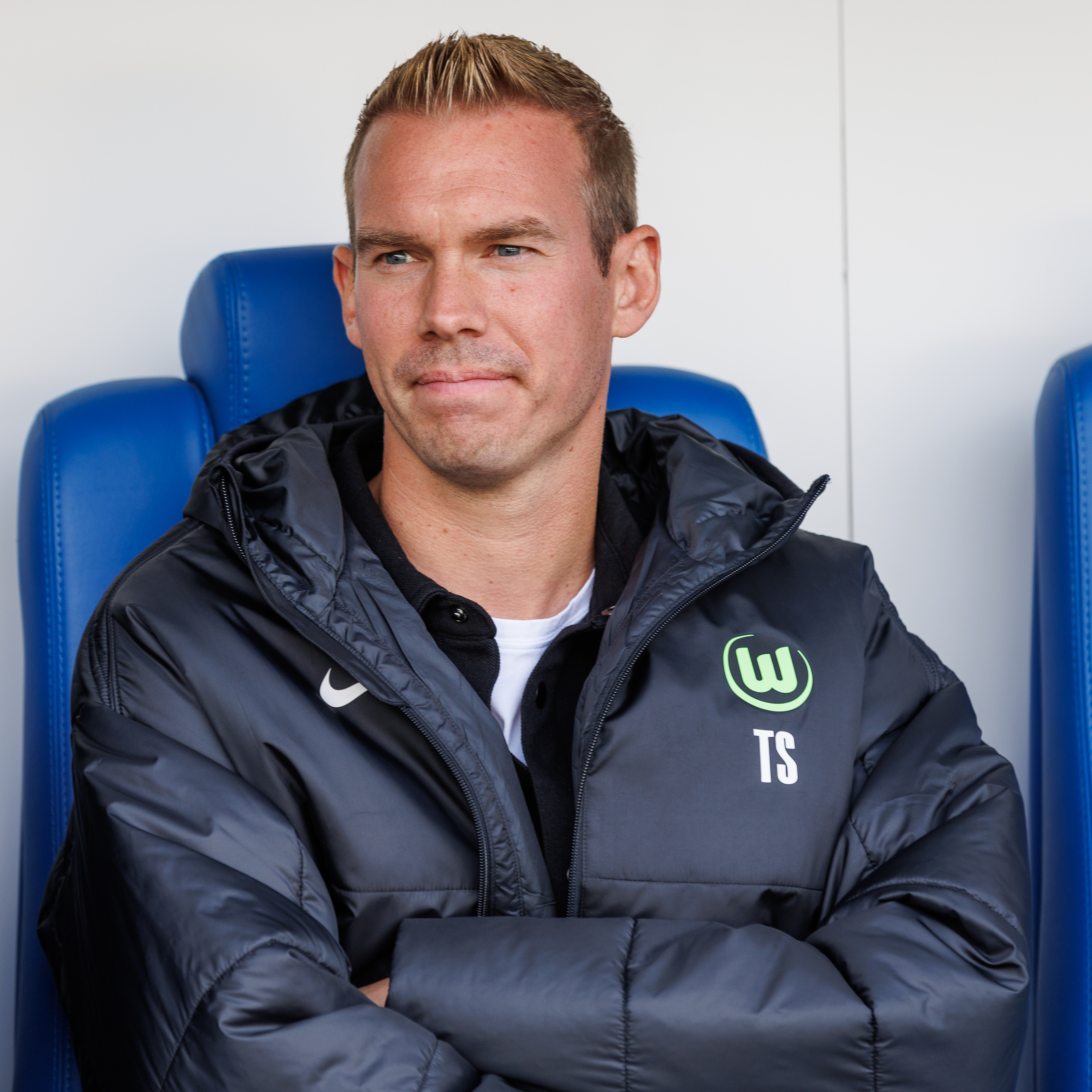
Tommy Stroot (* 1988)

- Stroothenke, Wolfgang (1913–1945), deutscher Theologe
- Strootman, Kevin (* 1990), niederländischer Fußballspieler

### Strop
- Stropek, Wolfgang (* 1945), österreichischer Motorradrennfahrer
- Stropnický, Martin (* 1956), tschechischer Schauspieler, Diplomat und Politiker
- Stropnický, Matěj (* 1983), tschechischer Politiker und Filmschauspieler
- Stroppa, Annalisa (* 1980), italienische Opernsängerin (Mezzosopran)
- Stroppa, Giovanni (* 1968), italienischer Fußballspieler und -trainer
- Stroppa, Marco (* 1959), italienischer Komponist
- Stroppe, Heribert (1932–2017), deutscher Physiker und Hochschullehrer
- Stroppe, Lutz (* 1956), deutscher Ministerialbeamter
- Stroppel, Alfred (1934–2023), deutscher Ingenieur und Agrarwissenschaftler insbesondere Verfahrenstechnik im Pflanzenbau
- Stroppel, Catharina (* 1971), deutsche Mathematikerin
- Stroppel, Clemens (* 1959), deutscher römisch-katholischer Geistlicher und ehemaliger Generalvikar des Bistums Rottenburg-Stuttgart

### Stros
- Strosack, Moritz (* 1999), deutscher Handballspieler
- Strosack, Peter (* 1994), deutscher Handballspieler
- Strosche, Johannes-Helmut (1912–1996), deutscher Pädagoge und Politiker (GB/BHE), MdL, MdB
- Stroschein, Dorothea (1883–1967), deutsche Malerin
- Stroschneider, Tanja (* 1990), österreichische Triathletin
- Stross, Charles (* 1964), britischer Science-Fiction-Schriftsteller
- Stross, Eugen (* 1954), österreichischer Grafiker
- Stross, Josefine (1901–1995), österreichisch-britische Kinderärztin
- Stross, Raymond (1916–1988), britischer Filmproduzent und Kinobetreiber
- Stross, Wilhelm (1907–1966), deutscher Violinist und Musiker
- Strossen, Nadine (* 1950), US-amerikanische Juristin und Bürgerrechtlerin
- Strössenreuther, Christoph (1829–1908), deutscher Jurist und Politiker
- Strößenreuther, Erika (1938–2021), deutsche Speerwerferin
- Strößenreuther, Heinrich (* 1967), deutscher UmweltaktivistHeinrich Strößenreuther (* 1967)

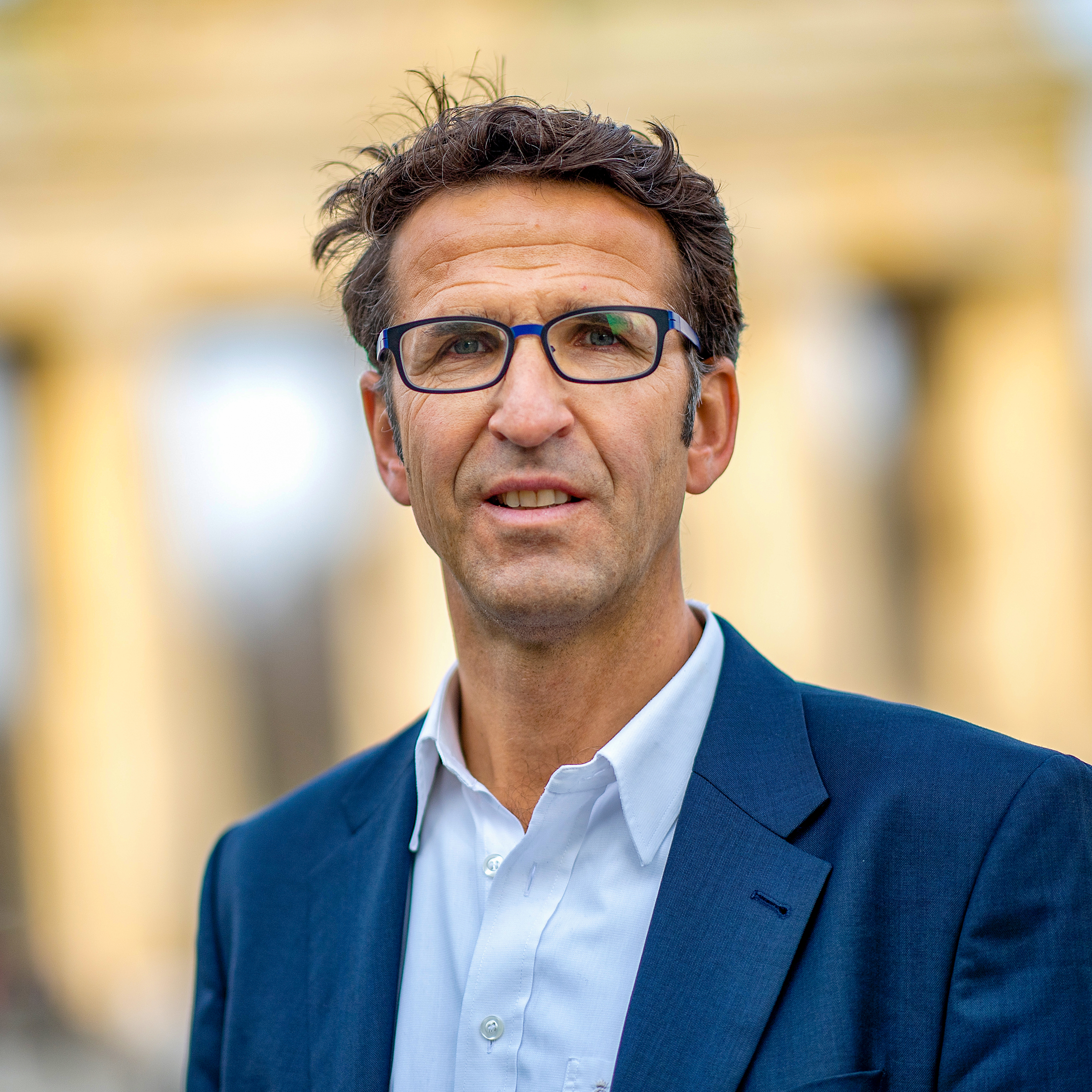
Heinrich Strößenreuther (* 1967)

- Strößenreuther, Manfred (1948–1986), deutscher Sportflieger
- Strössenreuther, Otto von (1865–1958), bayerischer Regierungsbeamter und Regierungspräsident von Oberfranken
- Strossmayer, Josip Juraj (1815–1905), Politiker in Österreich-Ungarn und katholischer TheologeJosip Juraj Strossmayer (1815–1905)

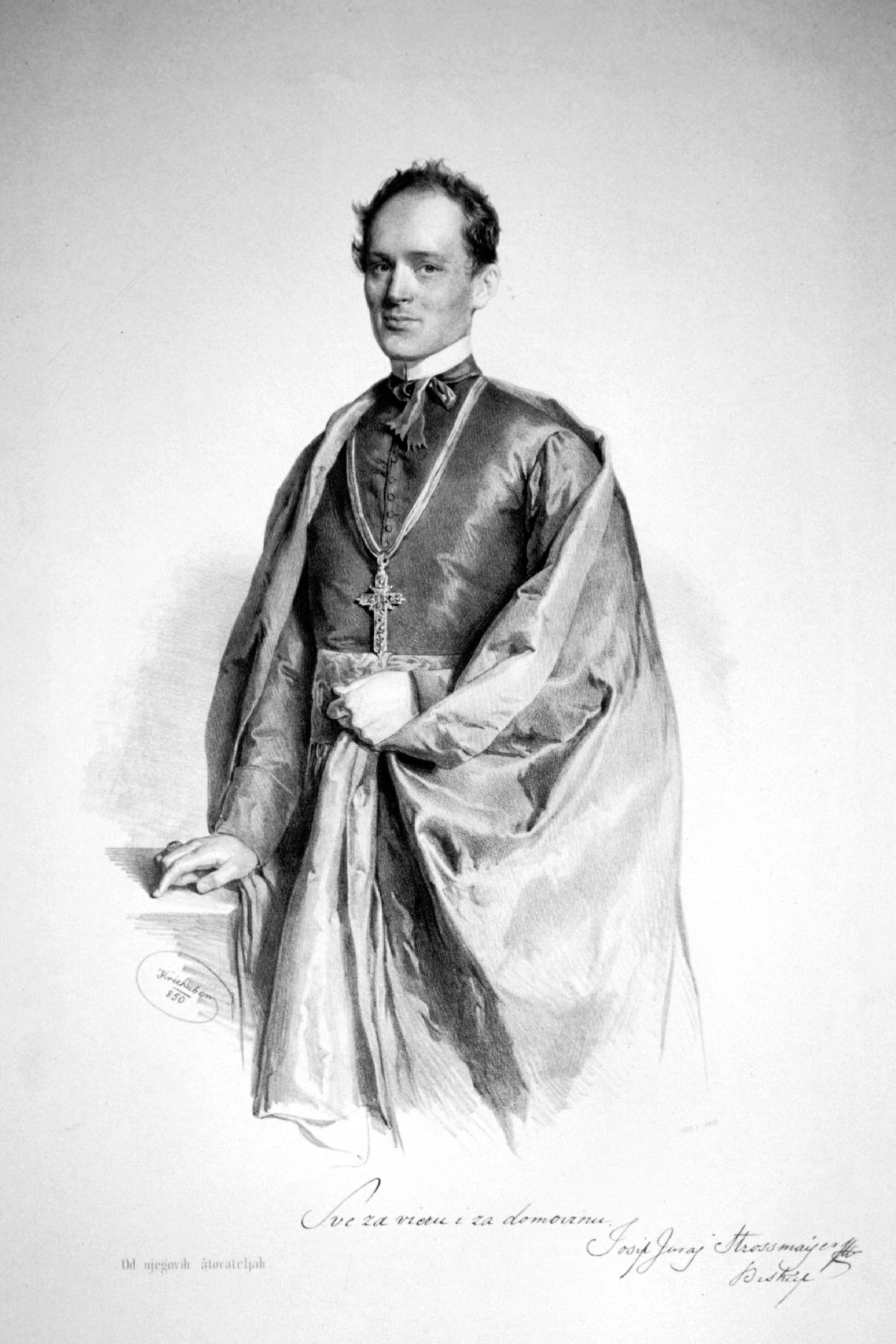
Josip Juraj Strossmayer (1815–1905)

- Strößner, Günther (1930–2011), deutscher Geodät und Verwaltungsbeamter
- Strößner, Klaus, deutscher Physiker und Vizepräsident des deutschen Bundespatentgerichts
- Stroszeck, Jutta (* 1961), deutsche Klassische Archäologin

### Strot
- Strötbaum, Hugo (* 1946), niederländischer Turkologe und Medienhistoriker
- Strotdrees, Gisbert (* 1960), deutscher Journalist, Historiker und Buchautor
- Strote, Johann († 1350), Weihbischof in Köln
- Strotebeck, Herbert (* 1951), deutscher Diplomkaufmann (FH), Politiker der Alternative für Deutschland (AfD)
- Ströter, Ernst Ferdinand (1846–1922), deutscher Theologe, Autor theologischer Schriften und Missionar
- Ströter, Maximilian Maria (1893–1979), deutscher Schriftsteller
- Ströter-Bender, Jutta (* 1953), deutsche Kunstpädagogin, Künstlerin und Hochschullehrerin
- Strötgen, Robert (* 1969), deutscher Historiker und Informationswissenschaftler
- Stroth, Friedrich Andreas (1750–1785), deutscher klassischer Philologe und Theologe
- Stroth, Gernot (* 1949), deutscher Mathematiker
- Stroth, Karl (* 1934), deutscher Schauspieler bei Bühne und Fernsehen
- Stroth, Silke (* 1963), deutsche Psychologin und politische Beamtin
- Stroth, Ulrich (* 1957), deutscher Physiker
- Strotha, Karl Adolf von (1792–1870), preußischer Generalleutnant, Kriegsminister
- Strothe, Stephan (* 1950), deutscher Journalist
- Strother, Ann (* 1983), US-amerikanische Basketballspielerin
- Strother, George (1783–1840), US-amerikanischer Politiker
- Strother, James F. (1811–1860), US-amerikanischer Politiker
- Strother, James F. (1868–1930), US-amerikanischer Politiker
- Strother, Nathan (* 1995), US-amerikanischer Leichtathlet
- Strothjohann, Ulrich (* 1954), deutscher Künstler
- Strothmann, Axel (* 1965), deutscher Schauspieler, Hörspielsprecher, Synchronschauspieler, Synchronregisseur und Synchronbuchautor
- Strothmann, Dietrich (1927–2016), deutscher Journalist
- Strothmann, Jürgen (* 1966), deutscher Historiker
- Strothmann, Karl Ernst (1928–2021), deutscher Politiker (CDU), MdL
- Strothmann, Karl-Uwe (* 1965), deutscher Politiker (CDU), ehemaliger Bürgermeister der Stadt Beckum
- Strothmann, Lena (* 1952), deutsche Politikerin (CDU)
- Strothmann, Meret (* 1963), deutsche Althistorikerin
- Strothmann, Rudolf (1877–1960), deutscher Islamwissenschaftler
- Strothmann, Werner (1907–1996), evangelischer Theologe und Syrologe
- Strothmüller, Rudi (* 1948), deutscher Sänger und Entertainer
- Strothoff, Amelie (* 2005), deutsche Volleyballspielerin
- Strothoff, Hans (1950–2020), deutscher Familienunternehmer
- Strothotte, Thomas (* 1959), kanadischer Informatiker
- Strothotte, Willy (* 1944), deutscher Manager
- Strotmann, Angelika (* 1956), deutsche katholische Theologin und Hochschullehrerin
- Strotmann, Norbert (* 1946), deutscher römisch-katholischer Ordensgeistlicher, Theologe und Hochschullehrer, Bischof von Chosica
- Strott, Carl-Emil (1903–1989), deutscher SS-Untersturmführer
- Strötz, Christoph (* 1952), deutscher Jurist, Präsident des OLG Nürnberg
- Strötzel, Max (1885–1945), deutscher Politiker (KPD), MdR
- Strotzer, Johanna (* 1951), deutsche Volleyballspielerin
- Strotzer, Waltraud (* 1952), deutsche Leichtathletin
- Strotzka, Hans (1917–1994), österreichischer Tiefenpsychologe und Universitätsprofessor

### Strou
- Stroud, Barry (1935–2019), US-amerikanischer Philosoph kanadischer Herkunft
- Stroud, C. J. (* 2001), US-amerikanischer American-Football-Spieler
- Stroud, Carsten (* 1946), kanadischer Schriftsteller
- Stroud, Conner (* 2000), US-amerikanischer Rollstuhltennisspieler
- Stroud, Don (* 1943), US-amerikanischer Schauspieler
- Stroud, Elizabeth, US-amerikanische methodistische Geistliche
- Stroud, Jonathan (* 1970), britischer Schriftsteller und Autor phantastischer Literatur
- Stroud, Les (* 1961), kanadischer Survival-Experte, Filmemacher und Musiker
- Stroud, Robert (1890–1963), US-amerikanischer Gewaltverbrecher und OrnithologeRobert Stroud (1890–1963)

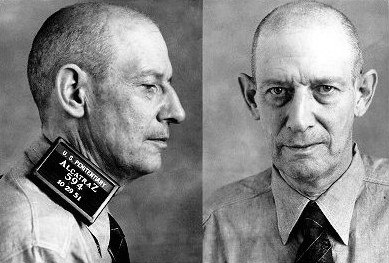
Robert Stroud (1890–1963)

- Stroud, Ronald S. (1933–2021), kanadischer Althistoriker, Klassischer Philologe und Epigraphiker
- Štrougal, Lubomír (1924–2023), kommunistischer Funktionär und Politiker der Tschechoslowakei
- Strouhal, Ernst (* 1957), österreichischer Schachhistoriker
- Strouhal, Vincent (1850–1922), tschechischer Physiker
- Stroukoff, Andrew (* 1950), US-amerikanischer Eiskunstläufer
- Stroumsa, Guy (* 1948), israelischer Religionswissenschaftler
- Stroumsa, Jacques (1913–2010), griechischer Techniker, Musiker und Überlebender der Shoah
- Stroumsa, Julie (1915–1945), griechische Musikerin, Mitglied des Mädchenorchesters von Auschwitz, Opfer der Shoah
- Stroup, Bob (1938–1996), US-amerikanischer Jazzmusiker (Posaune, Vibraphon, auch Tenorsaxophon, Flöte) und Musikpädagoge
- Stroup, Jessica (* 1986), US-amerikanische Schauspielerin
- Stroupežnický, Ladislav (1850–1892), tschechischer Schriftsteller und Dramaturg
- Strous, Junior (* 1986), niederländischer Rennfahrer
- Strousberg, Arthur († 1873), deutscher Rentier und Sohn von Bethel Henry Strousberg
- Strousberg, Bethel Henry (1823–1884), deutscher Unternehmer der Gründerzeit
- Strouse, Charles (1928–2025), US-amerikanischer Komponist und Textschreiber
- Strouse, Myer (1825–1878), deutschamerikanischer Politiker
- Stroustrup, Bjarne (* 1950), dänischer InformatikerBjarne Stroustrup (* 1950)

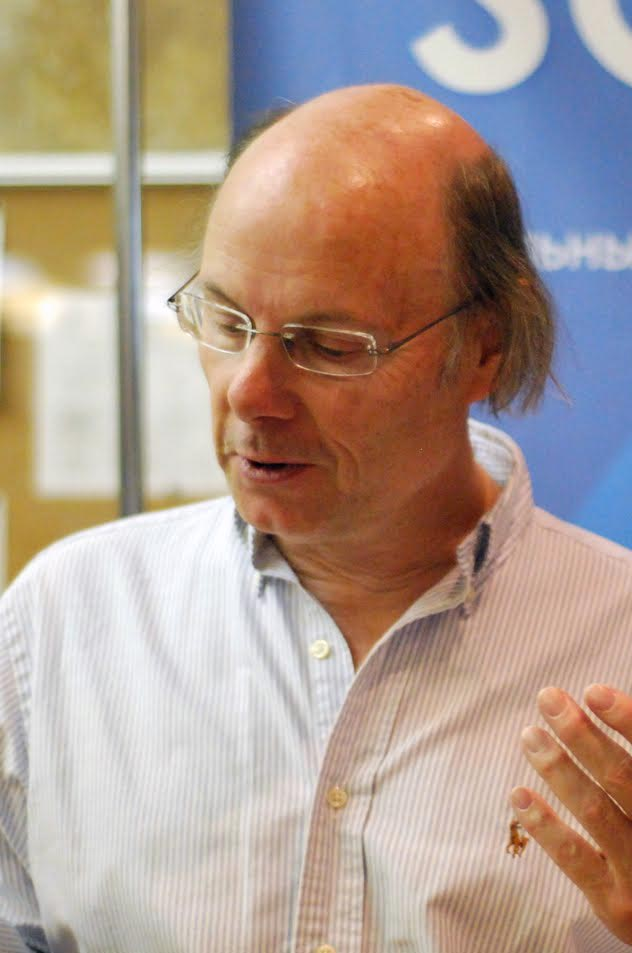
Bjarne Stroustrup (* 1950)

- Strout, Donald E. (1909–1986), US-amerikanischer Klassischer Philologe und Bibliothekar
- Strout, Elizabeth (* 1956), US-amerikanische SchriftstellerinElizabeth Strout (* 1956)

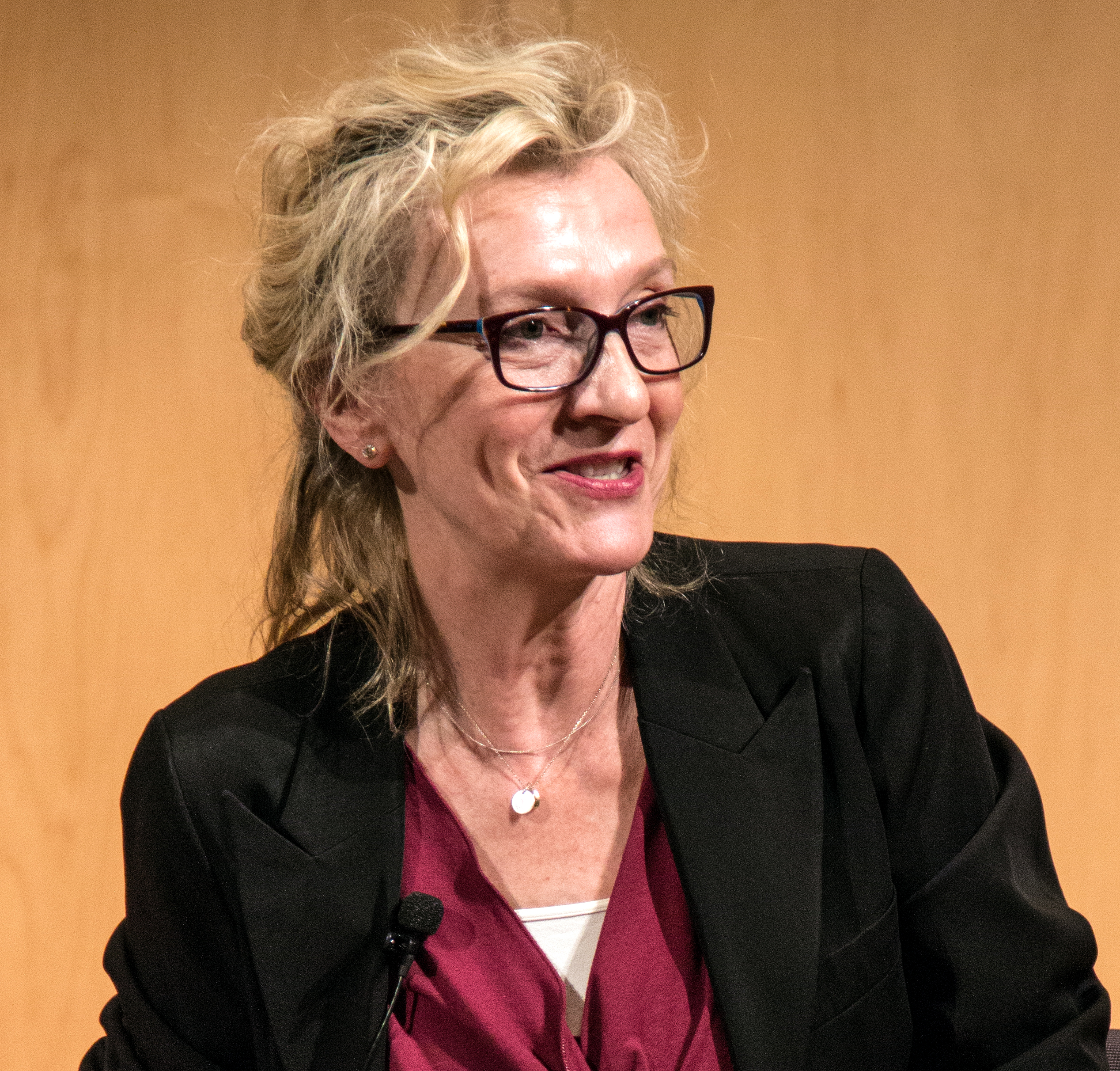
Elizabeth Strout (* 1956)

- Stroux, Christoph (* 1931), deutscher Musikwissenschaftler
- Stroux, Johannes (1886–1954), deutscher klassischer Philologe, Althistoriker und Politiker, Abgeordneter der Volkskammer
- Stroux, Karl-Heinz (1908–1985), deutscher Schauspieler, Regisseur und Theaterleiter
- Stroux, Louisa (* 1976), österreichische Schauspielerin beim Theater und Film
- Stroux, Steffi (* 1934), österreichische Filmschauspielerin
- Stroux, Stephan (* 1945), deutscher Künstler und Regisseur
- Stroux, Thomas (* 1943), deutscher Theaterschauspieler und Regisseur

### Strov
- Ströver, Alice (* 1955), deutsche Politikerin (Bündnis 90/Die Grünen), MdA
- Ströver-Wedigenstein, Ida Carola (1872–1955), deutsche Künstlerin und Schriftstellerin

### Strow
- Strowd, William Franklin (1832–1911), US-amerikanischer Politiker
- Stroweis, Jacques, französischer Spezialeffektkünstler
- Strowger, Almon (1839–1902), Erfinder der automatisch arbeitenden Telefonvermittlungsstelle
- Strowich, Hermann (1878–1959), deutscher Politiker (WdF, BHE), MdBB
- Strowman, Braun (* 1983), US-amerikanischer WrestlerBraun Strowman (* 1983)

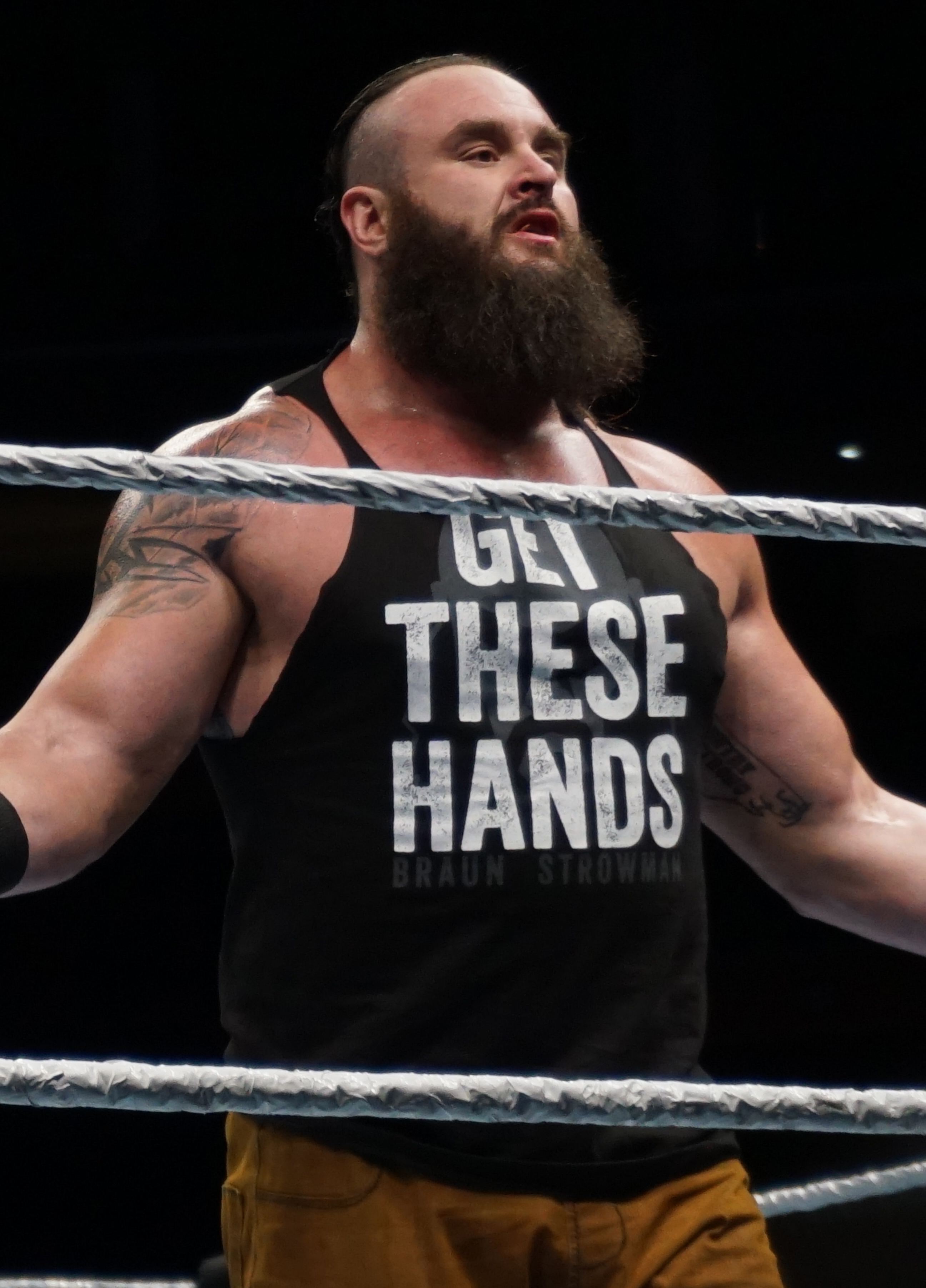
Braun Strowman (* 1983)

- Strowski, Fortunat (1866–1952), französischer Romanist und Literaturwissenschaftler
- Strowski, Julia (* 1998), deutsch-japanische Schauspielerin und Synchronsprecherin

### Stroy
- Stroy, Esther (* 1953), US-amerikanische Sprinterin
- Stroyberg, Annette (1936–2005), dänisches Fotomodell und Schauspielerin
- Ströyer, Poul (1923–1996), schwedischer Künstler und Karikaturist
- Stroynowski, Ignaz David von (1804–1877), österreichischer Richter

### Stroz
- Stroz, Anton (1656–1724), Abt des Stiftes St. Lambrecht
- Strož, Daniel (* 1943), tschechischer Politiker, MdEP
- Strozew, Dmitri (* 1963), belarussischer russischsprachiger Dichter
- Strozier, Frank (* 1937), US-amerikanischer Jazz-Saxofonist
- Strozniak, Dieter (* 1955), deutscher Fußballspieler
- Strožová, Katarína (* 1986), slowakische Fußballspielerin
- Strozyk, Andreas, deutscher Grafiker, Regisseur, Autor und Architekt
- Strozyk, Jenny (* 2000), deutsche Basketballspielerin
- Strozynski, Ursula (* 1954), deutsche Malerin und Grafikerin
- Strozzi, Barbara († 1677), italienische Sängerin (Sopran) und Komponistin des BarocksBarbara Strozzi († 1677)

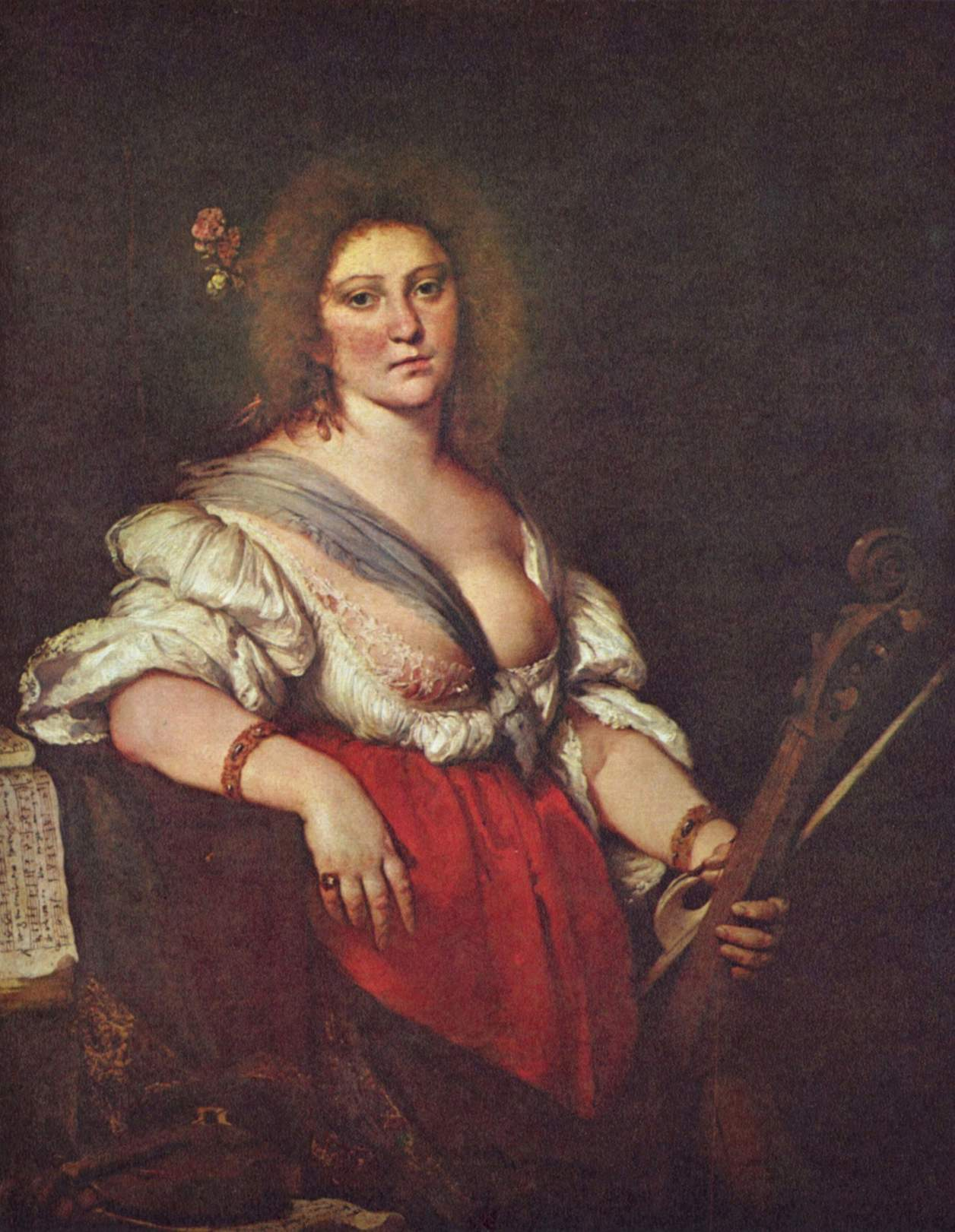
Barbara Strozzi († 1677)

- Strozzi, Bernardo, italienischer Komponist
- Strozzi, Bernardo († 1644), italienischer Maler
- Strozzi, Clarice (1493–1528), Tochter Pieros II. de’ Medici und Ehefrau Filippo Strozzis des Jüngeren
- Strozzi, Ercole (1471–1508), italienischer Adliger, Humanist und Dichter
- Strozzi, Filippo (1541–1582), französischer Soldat aus der italienischen Familie Strozzi
- Strozzi, Filippo der Ältere (1428–1491), Kaufmann
- Strozzi, Filippo der Jüngere (1489–1538), Mitglied der Familie Strozzi
- Strozzi, Leone (1515–1554), Diplomat des Malteserordens
- Strozzi, Lorenzo (1523–1571), italienischer Geistlicher, Bischof und Kardinal der Römischen Kirche
- Strozzi, Maria Katharina (1633–1714), österreichische Adlige, Gründerin und Namensgeberin der Wiener Vorstadt Strozzigrund
- Strozzi, Palla († 1462), italienischer Kaufmann und Humanist
- Strozzi, Peter (1626–1664), kaiserlicher Kämmerer und Feldmarschalllieutenant
- Strozzi, Piero (1511–1558), italienischer Patrizier
- Strozzi, Tito Vespasiano (1425–1505), italienischer Humanist